# Conspiración de la pólvora
La Conspiración de la Pólvora de 1605, conocida en siglos anteriores como la Conspiración de la Traición de la Pólvora o la Traición Jesuita, fue un intento fallido de regicidio contra el Rey Jacobo I por un grupo de católicos ingleses liderados por Robert Catesby, quienes consideraban sus acciones como un intento de tiranicidio y buscaban un cambio de régimen en Inglaterra después de décadas de persecución religiosa.

El plan era volar la Cámara de los Lores durante la Apertura Estatal del Parlamento el 5 de noviembre de 1605, como preludio a una revuelta popular en los Midlands, durante la cual la hija de nueve años del Rey Jacobo, Princesa Isabel, sería instalada como la nueva jefa de estado. Los historiadores sospechan que Catesby inició el complot después de que las esperanzas de una mayor tolerancia religiosa bajo el reinado del Rey Jacobo I se desvanecieran, dejando a muchos católicos ingleses decepcionados. Sus compañeros conspiradores fueron John y Christopher Wright, Robert y Thomas Wintour, Thomas Percy, Guy Fawkes, Robert Keyes, Thomas Bates, John Grant, Ambrose Rookwood, Sir Everard Digby y Francis Tresham. Fawkes, quien tenía 10 años de experiencia militar luchando en los Países Bajos Españoles en el intento fallido de suprimir la Revuelta Holandesa, fue encargado de los explosivos.

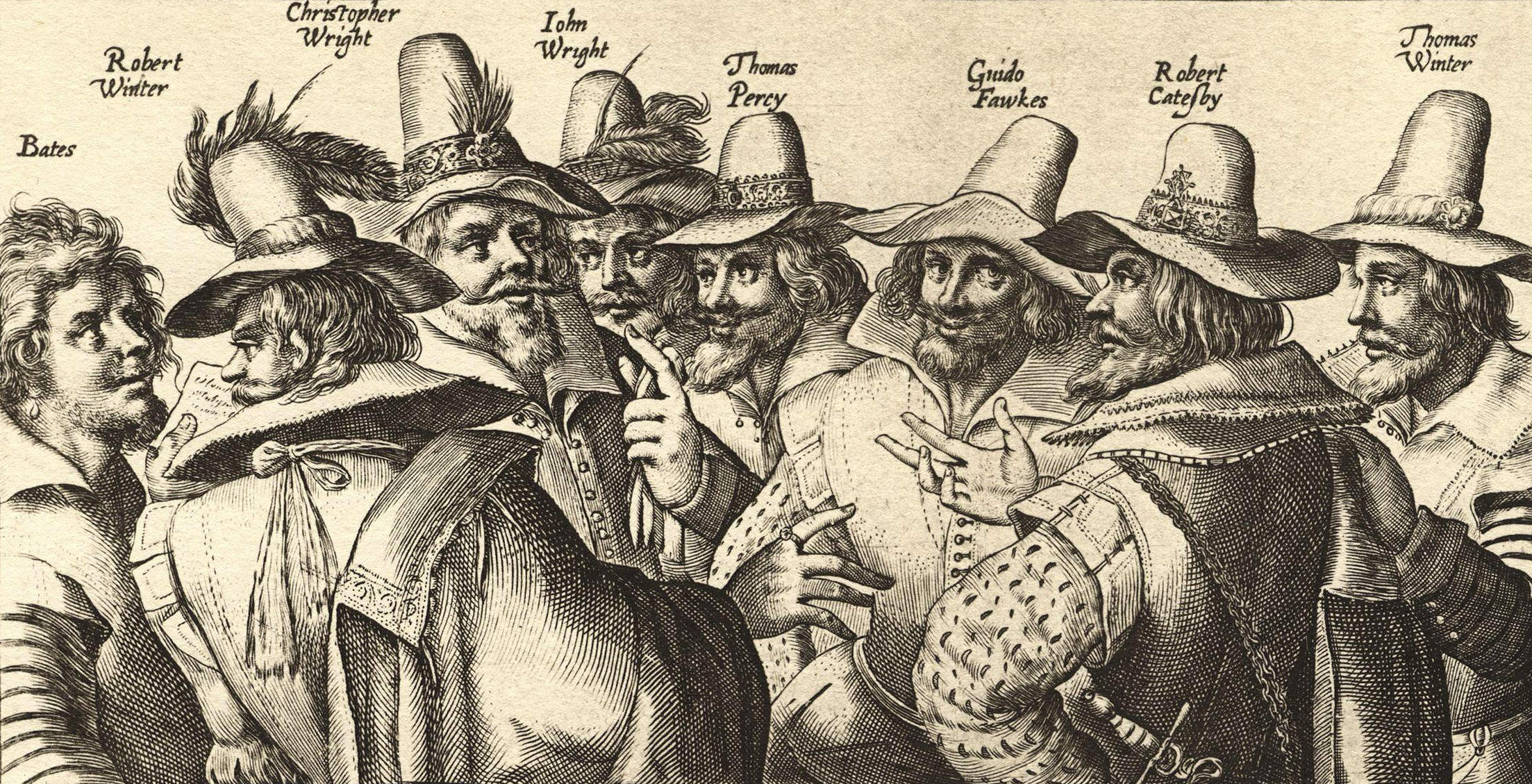
Grabado contemporáneo titulado
The Gunpowder Plot Conspirators, grabado de Crispijn van de Passe (1605). National Portrait Gallery.

Debido a la preocupación por los posibles daños colaterales, se envió una carta anónima de advertencia a William Parker, IV Barón Monteagle el 26 de octubre de 1605, quien de inmediato la mostró a las autoridades. Durante un registro en la Cámara de los Lores en la noche del 4 de noviembre de 1605, se descubrió a Fawkes custodiando 36 barriles de pólvora—suficientes para reducir la Cámara de los Lores a escombros—y fue arrestado. La mayoría de los conspiradores huyeron de Londres al enterarse de que el complot había sido descubierto, intentando reclutar apoyo en el camino. Varios de ellos hicieron una última resistencia contra el Alguacil de Worcester y su grupo en Holbeche House; en el tiroteo que siguió, Catesby fue uno de los que fueron abatidos. En su juicio el 27 de enero de 1606, ocho de los conspiradores sobrevivientes, incluido Fawkes, fueron condenados y sentenciados a ser ahorcados, arrastrados y descuartizados.
Algunos detalles del intento de asesinato eran supuestamente conocidos por el principal jesuita de Inglaterra, Henry Garnet. Aunque Garnet fue condenado por alta traición y ejecutado, se ha cuestionado cuánto sabía realmente. Como la existencia del complot le fue revelada a través de la confesión, Garnet se vio impedido de informar a las autoridades por la confidencialidad absoluta del confesionario. Aunque se introdujo legislación anticatólica poco después del descubrimiento del complot, muchos católicos importantes y leales se mantuvieron en altos cargos durante el resto del reinado del Rey Jacobo I. El desbaratamiento de la Conspiración de la Pólvora fue conmemorado durante muchos años después con sermones especiales y otros eventos públicos, como el repique de campanas, que evolucionaron en la variante británica de la Noche de las Hogueras de hoy.

## Antecedentes

### La religión en Inglaterra

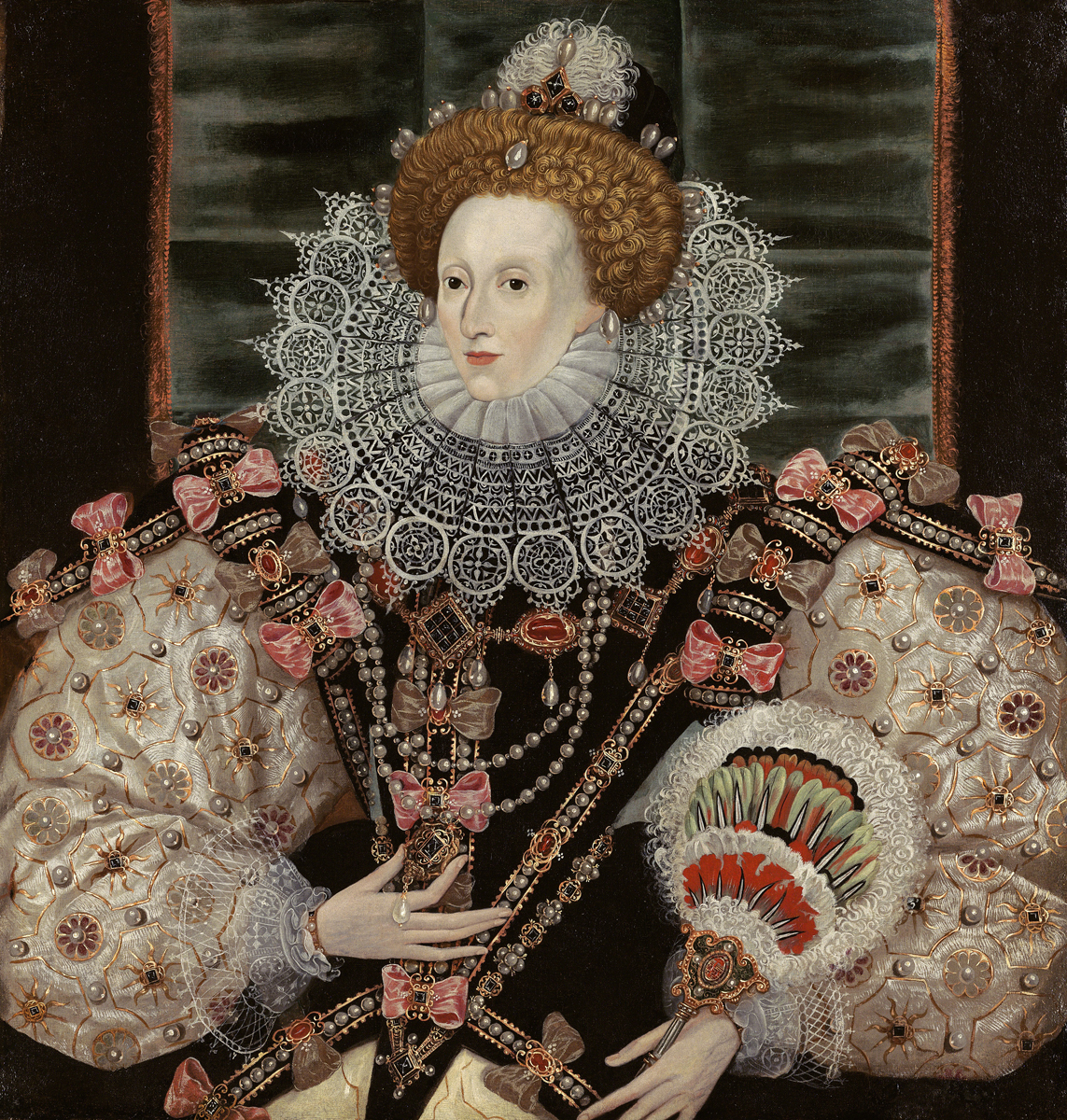
Isabel I, reina desde 1558 hasta 1603

Entre 1533 y 1540, el Rey Enrique VIII tomó el control de la Iglesia inglesa, separándola de Roma, lo que marcó el inicio de varias décadas de tensiones religiosas en Inglaterra. Los católicos ingleses luchaban en una sociedad dominada por la Iglesia de Inglaterra, que se había separado recientemente y era cada vez más protestante. La hija de Enrique, Isabel I, respondió a la creciente división religiosa introduciendo el Acuerdo Religioso Isabelino, que requería que cualquier persona nombrada para un cargo público o eclesiástico jurara lealtad al monarca como jefe de la Iglesia y del Estado. Las penas por negarse a hacerlo eran severas; se imponían multas por recusancia, y los reincidentes se arriesgaban a ser encarcelados y ejecutados. El catolicismo quedó marginado, pero a pesar de la amenaza de tortura o ejecución, los sacerdotes continuaron practicando su fe en secreto.

### Sucesión
La reina Isabel, soltera y sin hijos, se negó rotundamente a nombrar un heredero. Muchos católicos creían que su prima católica, María, reina de Escocia, era la legítima heredera al trono inglés, pero fue ejecutada por traición en 1587. El Secretario de Estado inglés, Robert Cecil, negoció en secreto con el hijo y sucesor de María, el rey Jacobo VI de Escocia. En los meses previos a la muerte de Isabel el 24 de marzo de 1603, Cecil preparó el camino para que Jacobo la sucediera.
Algunos católicos exiliados preferían a la hija de Felipe II de España, Isabel Clara Eugenia, como sucesora de Isabel. Los católicos más moderados veían como opción a la prima de Jacobo y Isabel, Arbella Stuart, una mujer que se pensaba tenía simpatías católicas. A medida que la salud de Isabel se deterioraba, el gobierno detuvo a quienes consideraban "papistas principales", y el Consejo Privado se preocupó tanto que Arbella Stuart fue trasladada más cerca de Londres para evitar que los papistas la secuestraran.

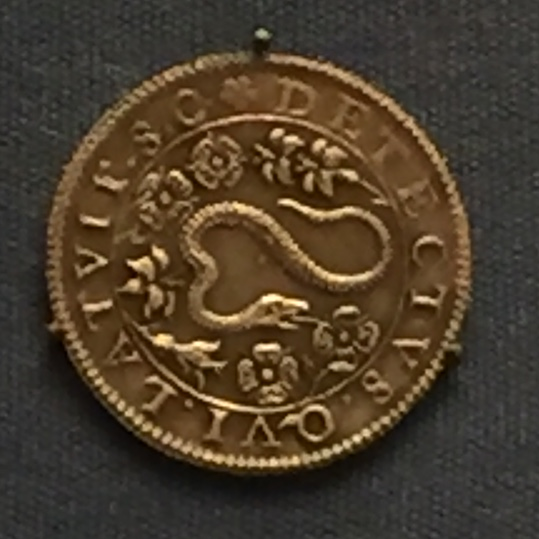
Medalla neerlandesa de 1605 que celebra el fracaso de la Conspiración de la pólvora y acusa de ella a los jesuitas, simbolizados por una serpiente.

## La festividad de Guy Fawkes oBonfire Night
A pesar de que Carlos I —casado con una mujer católica— quiso acabar con la conmemoración, los radicales protestantes lograron mantenerla como símbolo de la unidad y la conciencia protestante. La festividad de Guy Fawkes adquirió a finales del siglo XVIII una nueva faceta como acto de vandalismo cuando el pueblo se dedicó al pillaje y a arrancar la madera de las casas y las vallas para arrojarlas al fuego como combustible.
A mediados del siglo XIX, el día de Guy Fawkes ya había perdido el significado patriótico y anticatólico (significado dado por los protestantes), de forma que el Parlamento tomó la decisión de retirarlo del calendario oficial, dejando que siguiera como festejo popular. Con el tiempo, la imagen de Guy Fawkes sería sustituida por la de otros personajes odiados, como el líder nacionalista irlandés Charles Parnell, el Papa de Roma, el zar de Rusia, Adolfo Hitler, Margaret Thatcher y Tony Blair.
Se ha interpretado la costumbre de quemar efigies de personajes odiados por el pueblo, como Guy Fawkes, como parte de un culto pagano que se remontaría a la antigüedad.
Sea como fuera, Inglaterra sigue con su tradición introduciendo elementos relativamente nuevos como los fuegos artificiales y la costumbre entre los niños de pedir a los mayores «un penique para el muñeco» que acaban de fabricar. Las medidas de seguridad han obligado al gobierno británico a prohibir la venta de petardos a los menores de edad. En la trastienda de la noche de Guy Fawkes se hallan bien presentes la hostelería, el comercio y, desde luego, los juerguistas.
A pesar de las reclamaciones competidoras al trono inglés, la transición de poder tras la muerte de Isabel se realizó sin problemas. La sucesión de Jacobo fue anunciada por una proclamación de Cecil el 24 de marzo, lo cual fue generalmente celebrado. Los principales papistas, en lugar de causar problemas como se anticipaba, reaccionaron a la noticia ofreciendo su entusiasta apoyo al nuevo monarca. Los sacerdotes jesuitas, cuya presencia en Inglaterra era castigada con la muerte, también demostraron su apoyo a Jacobo, quien era ampliamente considerado como el encarnado de "el orden natural de las cosas".
Jacobo ordenó un alto el fuego en el conflicto con España, y aunque los dos países seguían técnicamente en guerra, el Rey Felipe III envió a su enviado, Don Juan de Tassis, para felicitar a Jacobo por su ascensión. Al año siguiente, ambos países firmaron el Tratado de Londres.
Durante décadas, los ingleses habían vivido bajo un monarca que se negó a proporcionar un heredero, pero Jacobo llegó con una familia y una clara línea de sucesión. Su esposa, Ana de Dinamarca, era hija del Rey Federico II de Dinamarca. Su hijo mayor, Enrique, de nueve años, era considerado un niño guapo y seguro de sí mismo, y sus dos hijos menores, Isabel y Carlos, eran prueba de que Jacobo podía proporcionar herederos para continuar la monarquía protestante.

### Primeros años del reinado de Jacobo I
La actitud de Jacobo hacia los católicos fue más moderada que la de su predecesora, quizás incluso tolerante. Juró que no "perseguiría a nadie que se mantuviera en silencio y diera una obediencia exterior a la ley", y creía que el exilio era una mejor solución que la pena capital: "Me alegraría que tanto sus cabezas como sus cuerpos fueran separados de esta isla entera y transportados más allá de los mares". Algunos católicos creían que el martirio de la madre de Jacobo, María, Reina de Escocia, lo alentaría a convertirse a la fe católica, y las casas católicas de Europa también podrían haber compartido esa esperanza.
Jacobo recibió a un enviado de Alberto VII, gobernante de los territorios católicos restantes en los Países Bajos después de más de 30 años de guerra en la Revuelta de los Países Bajos por parte de los rebeldes protestantes apoyados por los ingleses. Para los expatriados católicos involucrados en esa lucha, la restauración por la fuerza de una monarquía católica era una posibilidad intrigante, pero tras la fallida invasión española de Inglaterra en 1588, el papado había adoptado una visión a más largo plazo sobre el retorno de un monarca católico al trono inglés.
Durante el reinado de Jacobo I, las guerras de religión en Europa se intensificaron. Protestantes y católicos se enfrentaban en violentas persecuciones mutuas en toda Europa tras la Reforma Protestante. Los católicos realizaron varios intentos de asesinato contra gobernantes protestantes en Europa y en Inglaterra, incluidos planes para envenenar a la predecesora de Jacobo I, Isabel I. En 1589, durante las Guerras de religión de Francia, el rey francés Enrique III fue mortalmente herido con un puñal por Jacques Clément, un miembro fanático de la Liga Católica de Francia. Nueve años después, el jesuita Juan de Mariana en su obra Sobre el rey y la educación de los reyes (De rege et regis institutione) de 1599, argumentó a favor del tiranicidio. Esta obra relataba el asesinato de Enrique III y defendía el derecho legal a derrocar a un tirano. Quizás debido en parte a la publicación de De rege, hasta la década de 1620, algunos católicos ingleses creían que el regicidio era justificable para eliminar a los 'tiranos' del poder. Gran parte de los escritos políticos "bastante nerviosos" de Jacobo I estaban "preocupados por la amenaza del asesinato católico y la refutación del argumento [católico] de que 'no era necesario mantener la fe con los herejes'".

### Primeros complots
Ante la ausencia de señales de que Jacobo pondría fin a la persecución de los católicos, como algunos habían esperado, varios miembros del clero (incluyendo a dos sacerdotes antijesuitas) decidieron tomar cartas en el asunto. En lo que se conoció como el Complot del Bye, los sacerdotes William Watson y William Clark planearon secuestrar a Jacobo y mantenerlo en la Torre de Londres hasta que aceptara ser más tolerante hacia los católicos. Cecil recibió noticias del complot de varias fuentes, incluyendo al Arcipreste George Blackwell, quien instruyó a sus sacerdotes a no participar en tales esquemas. Aproximadamente al mismo tiempo, Lord Cobham, Lord Grey de Wilton, Griffin Markham y Walter Raleigh urdieron lo que se conoció como el Complot Principal, que involucraba remover a Jacobo y su familia y reemplazarlos con Arbella Stuart. Entre otros, solicitaron financiamiento a Felipe III de España, pero no tuvieron éxito. Todos los involucrados en ambos complots fueron arrestados en julio y juzgados en el otoño de 1603. George Brooke fue ejecutado, pero Jacobo—deseando no tener un comienzo demasiado sangriento en su reinado—indultó a Cobham, Grey y Markham mientras estaban en el cadalso. Raleigh, quien había observado mientras sus colegas sudaban, estaba programado para ser ejecutado unos días después, pero también fue perdonado. Arbella Stuart negó cualquier conocimiento del Complot Principal. Sin embargo, los dos sacerdotes, Watson y Clark—condenados y "tratados con mucha sangre"—fueron ejecutados.
La comunidad católica respondió con sorpresa a la noticia de estos complots. El hecho de que el Complot del Bye fuera revelado por católicos fue instrumental para salvarlos de una mayor persecución, y Jacobo estaba lo suficientemente agradecido como para permitir perdones para aquellos recusantes que los solicitaran, así como posponer el pago de sus multas por un año.
El 19 de febrero de 1604, poco después de descubrir que su esposa, la Reina Ana, había recibido un rosario del papa a través de uno de los espías de Jacobo, Sir Anthony Standen, Jacobo denunció a la Iglesia Católica. Tres días después, ordenó que todos los jesuitas y todos los demás sacerdotes católicos abandonaran el país, y reimpuso la recolección de multas por recusantismo.
James cambió su enfoque de las preocupaciones de los católicos ingleses a la creación de una unión anglo-escocesa. También nombró a nobles escoceses, como George Home, en su corte, lo que resultó impopular en el Parlamento de Inglaterra. Algunos miembros del Parlamento dejaron claro que, en su opinión, el "flujo de personas desde las partes del norte" no era bienvenido, y los compararon con "plantas que se transportan de un terreno estéril a uno más fértil". Aún más descontento se generó cuando el Rey permitió que sus nobles escoceses cobraran las multas por recusación. En 1605, había 5,560 personas condenadas por recusación, de las cuales 112 eran propietarios de tierras. Los pocos católicos de gran riqueza que se negaban a asistir a los servicios en su iglesia parroquial eran multados con 20 libras esterlinas al mes. Aquellos con medios más moderados tenían que pagar dos tercios de sus ingresos anuales por alquiler; los recusantes de clase media eran multados con un chelín a la semana, aunque la recaudación de todas estas multas era "desordenada y negligente". Cuando James asumió el poder, se recaudaban casi 5,000 libras al año (equivalente a casi 12 millones de libras en 2020) mediante estas multas.
El 19 de marzo, el Rey pronunció su discurso de apertura ante su primer Parlamento inglés, en el que habló de su deseo de asegurar la paz, pero solo mediante la "profesión de la verdadera religión". También habló de una unión cristiana y reiteró su deseo de evitar la persecución religiosa. Para los católicos, el discurso del Rey dejó en claro que no debían "aumentar su número y fuerza en este Reino", con la esperanza de "restablecer su Religión". Para John Gerard, estas palabras fueron casi con certeza responsables de los mayores niveles de persecución que ahora sufrían los miembros de su fe, y para el sacerdote Oswald Tesimond, fueron una repudia de las primeras afirmaciones que había hecho el Rey, sobre las cuales los papistas habían construido sus esperanzas. Una semana después del discurso de James, Edmund, Lord Sheffield, informó al rey sobre más de 900 recusantes llevados ante las Assizes en Normanby, y el 24 de abril, se presentó en el Parlamento la Popish Recusants Act 1605, que amenazaba con proscribir a todos los seguidores ingleses de la Iglesia Católica.

## Conspiración

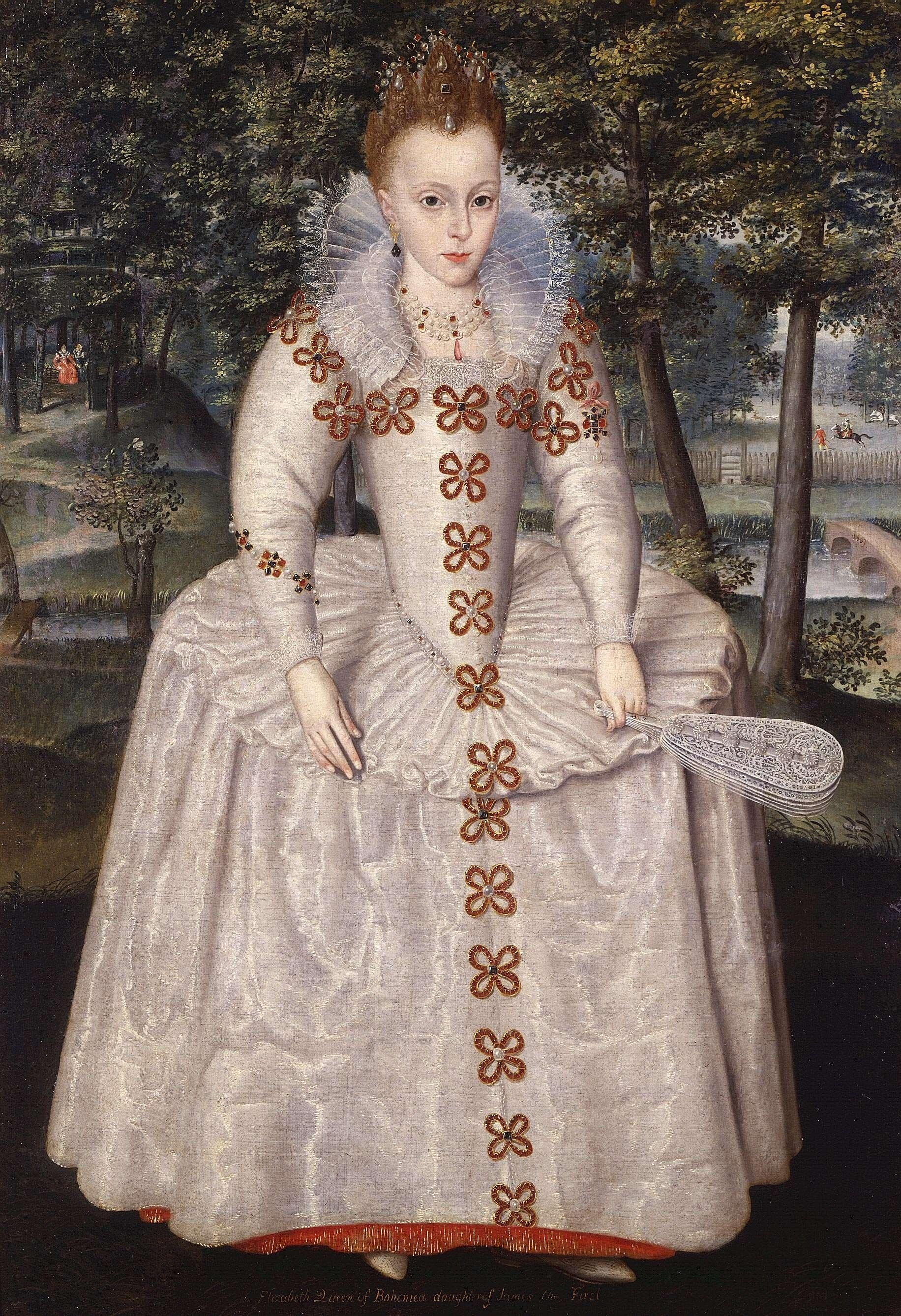
La hija del rey James, Elizabeth, a quien los conspiradores planeaban instalar en el trono como reina católica. Retrato de Robert Peake the Elder, National Maritime Museum.

El objetivo principal de los conspiradores era asesinar al rey James, pero muchos otros objetivos importantes también estarían presentes en la Apertura Estatal del Parlamento, incluidos los parientes más cercanos del monarca y los miembros del Consejo Privado. Los jueces principales del sistema legal inglés, la mayor parte de la aristocracia protestante y los obispos de la Iglesia de Inglaterra también asistirían en su calidad de miembros de la Cámara de los Lores, junto con los miembros de la Cámara de los Comunes. Otro objetivo importante era el secuestro de la hija del Rey, Elizabeth. Residía en Coombe Abbey, cerca de Coventry, a solo diez millas al norte de Warwick—lo que resultaba conveniente para los conspiradores, la mayoría de los cuales vivía en los Midlands. Una vez muertos el Rey y su Parlamento, los conspiradores tenían la intención de instalar a Elizabeth en el trono inglés como reina titular. El destino de sus hermanos, Henry y Charles, se improvisaría; su papel en las ceremonias estatales aún era incierto. Los conspiradores planeaban usar a Henry Percy, 9.º Conde de Northumberland, como regente de Elizabeth, pero lo más probable es que nunca le informaran de esto.

### Reclutamiento inicial
Robert Catesby (1573–1605), un hombre de "antiguo, histórico y distinguido linaje", fue la inspiración detrás de la conspiración. Fue descrito por sus contemporáneos como "un hombre apuesto, de aproximadamente seis pies de altura, atlético y buen espadachín". Junto con varios otros conspiradores, participó en la Revuelta de Essex en 1601, durante la cual resultó herido y capturado. La Reina Elizabeth le permitió escapar con vida después de multarle con 4000 marcos (equivalente a más de £6 millones en 2008), tras lo cual vendió su finca en Chastleton.
En 1603, Catesby ayudó a organizar una misión al nuevo rey de España, Felipe III, instando a Felipe a intentar una invasión de Inglaterra, la cual le aseguraron estaría bien apoyada, especialmente por los católicos ingleses. Thomas Wintour (1571–1606) fue elegido como el emisario, pero el rey español, aunque simpatizaba con la situación de los católicos en Inglaterra, estaba decidido a hacer la paz con James. Wintour también había intentado convencer al enviado español Don Juan de Tassis de que "3,000 católicos" estaban listos y esperando para apoyar tal invasión. El Papa Clemente VIII expresó su preocupación de que utilizar la violencia para lograr una restauración del poder católico en Inglaterra resultaría en la destrucción de aquellos que quedaran.
Según los relatos contemporáneos, en febrero de 1604, Catesby invitó a Thomas Wintour a su casa en Lambeth, donde discutieron el plan de Catesby para restablecer el catolicismo en Inglaterra mediante la voladura de la Cámara de los Lores durante la Apertura Estatal del Parlamento. Wintour era conocido como un erudito competente, capaz de hablar varios idiomas, y había combatido con el ejército inglés en los Países Bajos. Su tío, Francis Ingleby, había sido ejecutado por ser sacerdote católico en 1586, y Wintour se convirtió al catolicismo más tarde. También estuvo presente en la reunión John Wright, un católico devoto considerado uno de los mejores espadachines de su tiempo, y un hombre que había participado con Catesby en la rebelión del Conde de Essex tres años antes. A pesar de sus reservas sobre las posibles repercusiones en caso de fracaso del intento, Wintour accedió a unirse a la conspiración, quizás persuadido por la retórica de Catesby: "Hagamos el intento y donde falle, no pasemos más allá."
Wintour viajó a Flandes para consultar sobre el apoyo español. Mientras estaba allí, buscó a Guy Fawkes (1570–1606), un católico comprometido que había servido como soldado en los Países Bajos del Sur bajo el mando de Guillermo Estanley, y que en 1603 había sido recomendado para un capitanía. Acompañado por Christopher Wright, hermano de John Wright, Fawkes también había sido miembro de la delegación de 1603 a la corte española pidiendo una invasión de Inglaterra. Wintour le dijo a Fawkes que "Algunos buenos amigos suyos le desearon compañía en Inglaterra", y que ciertos caballeros "Estábamos en la resolución de hacer algo en Inglaterra si la paz con España no nos ayudaba". Los dos hombres regresaron a Inglaterra a finales de abril de 1604, diciendo a Catesby que el apoyo español era poco probable. Thomas Percy, amigo de Catesby y cuñado de John Wright, fue introducido en la trama varias semanas después.
Percy había encontrado empleo con su pariente el Conde de Northumberland, y para 1596 era su agente para las propiedades familiares en el norte. Alrededor de 1600–1601 sirvió con su patrón en los Países Bajos. En algún momento durante el mando de Northumberland en los Países Bajos, Percy se convirtió en su agente en sus comunicaciones con James I. Percy era conocido como un carácter "serio" que se había convertido a la fe católica. Sus primeros años fueron, según una fuente católica, marcados por una tendencia a confiar en "su espada y coraje personal". Northumberland, aunque no era católico, planeaba construir una relación sólida con James I para mejorar las perspectivas de los católicos ingleses y reducir la deshonra familiar causada por su separación de su esposa Martha Wright, una favorita de Elizabeth I.
Las reuniones de Thomas Percy con James parecían ir bien. Percy regresó con promesas de apoyo para los católicos,  y Northumberland creía que James iría tan lejos como para permitir la Misa en casas privadas, para no causar ofensa pública. Percy, ansioso por mejorar su posición, fue aún más lejos, afirmando que el futuro rey garantizaría la seguridad de los católicos ingleses.

### Planificación inicial

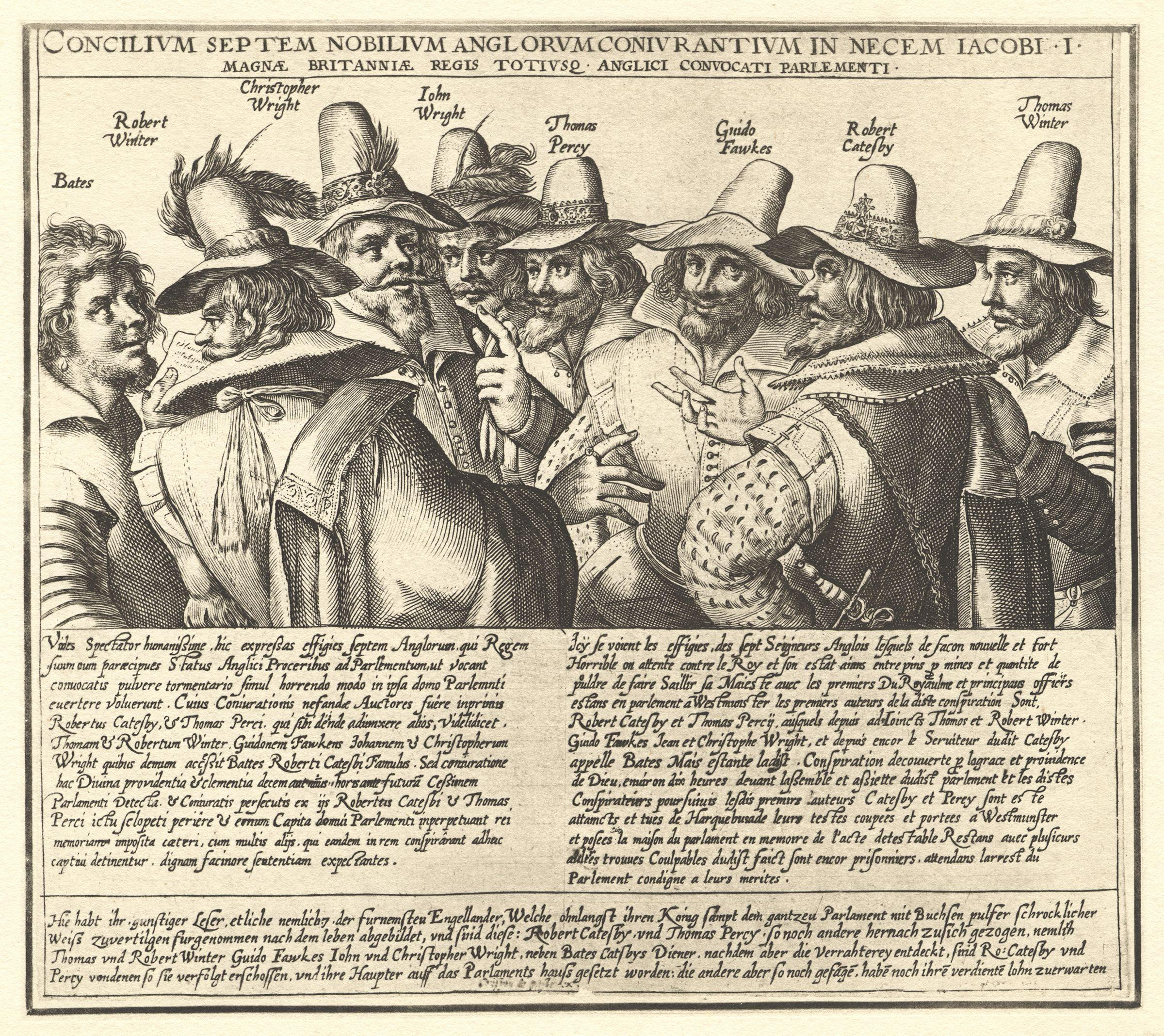
Un grabado contemporáneo de ocho de los trece conspiradores, por Crispijn van de Passe. Faltan Digby, Keyes, Rookwood, Grant y Tresham.

La primera reunión entre los cinco conspiradores tuvo lugar el 20 de mayo de 1604, probablemente en el Duck and Drake Inn, justo fuera de the Strand, residencia habitual de Thomas Wintour cuando estaba en Londres. Catesby, Thomas Wintour y John Wright estaban presentes, acompañados por Guy Fawkes y Thomas Percy. A solas en una habitación privada, los cinco conspiradores prestaron un juramento de secreto sobre un libro de oraciones. Por coincidencia, e ignorante del complot, John Gerard (un amigo de Catesby) estaba celebrando la Misa en otra habitación, y los cinco hombres recibieron posteriormente la Eucaristía.

### Más reclutamientos
El aplazamiento del Parlamento dio a los conspiradores, según pensaban, hasta febrero de 1605 para finalizar sus planes. El 9 de junio de 1604, el patrón de Percy, el Conde de Northumberland, lo nombró miembro del Cuerpo de Caballeros Pensionados, una tropa montada de 50 escoltas del Rey. Este rol le dio a Percy motivo para buscar una base en Londres, y se eligió una pequeña propiedad cerca de la Cámara del Príncipe, propiedad de Henry Ferrers, un inquilino de John Whynniard. Percy organizó el uso de la casa a través de los agentes de Northumberland, Dudley Carleton y John Hippisley. Fawkes, usando el seudónimo "John Johnson", se encargó del edificio, haciéndose pasar por el sirviente de Percy.
El edificio estaba ocupado por comisionados escoceses designados por el Rey para considerar sus planes para la unificación de Inglaterra y Escocia, por lo que los conspiradores alquilaron el alojamiento de Catesby en Lambeth, en la orilla opuesta del Támesis, desde donde el pólvora almacenada y otros suministros podían ser convenientemente transportados en bote cada noche. Mientras tanto, el Rey Jacobo I continuaba con sus políticas contra los católicos, y el Parlamento aprobaba legislación anticatólica, hasta su aplazamiento el 7 de julio.

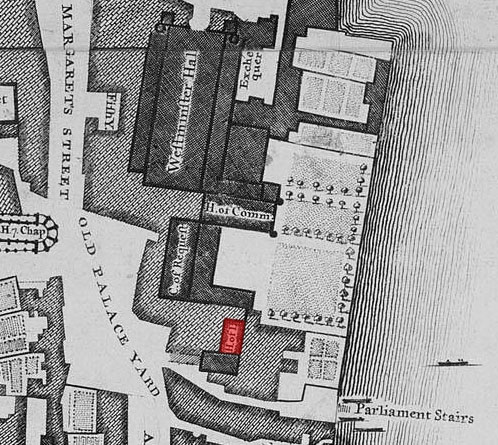
La Cámara de los Lores (resaltada en rojo) en el mapa de Londres de 1746 de John Rocque, dentro del Antiguo Palacio de Westminster. El río Támesis está a la derecha.

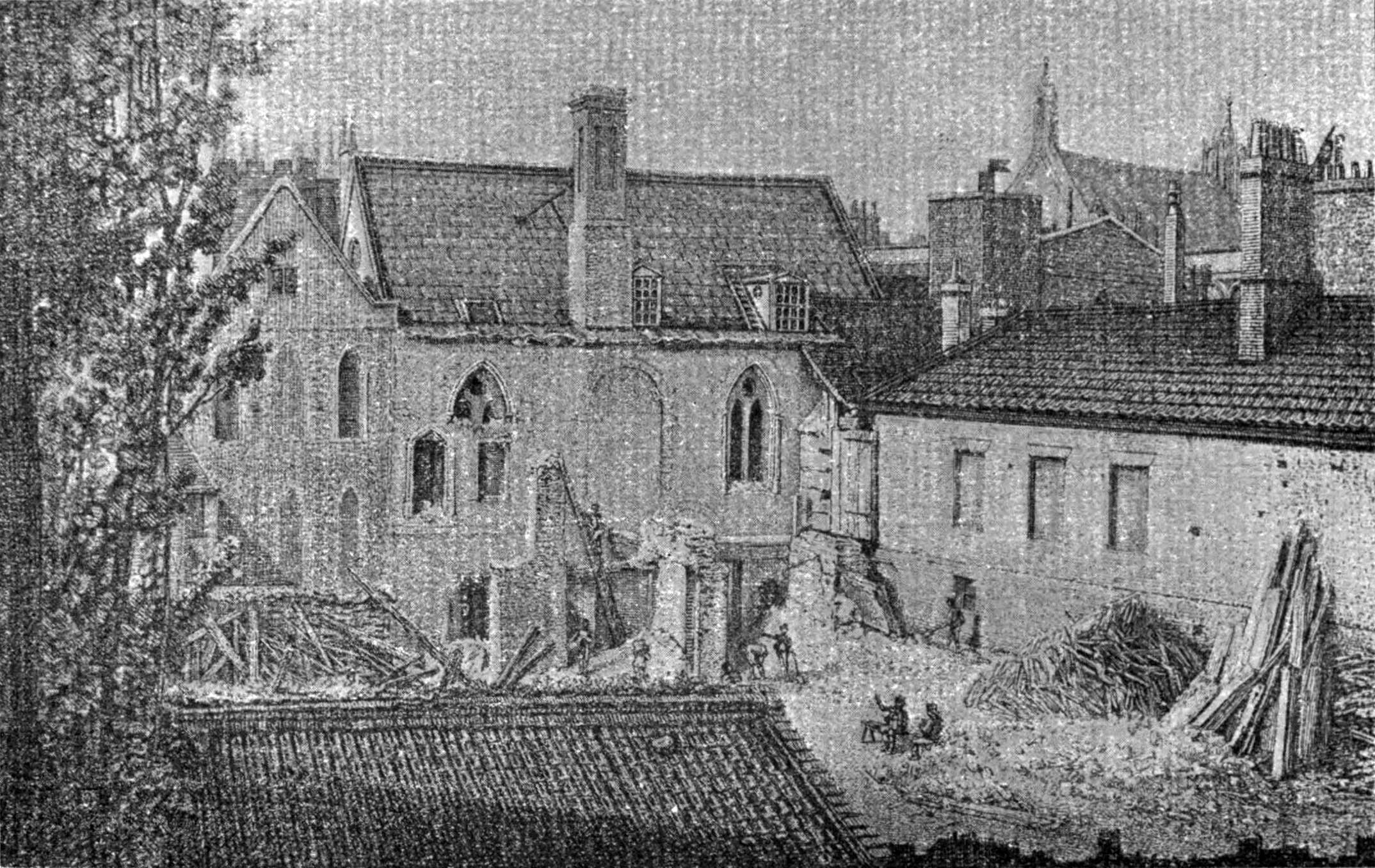
Una ilustración de principios del del extremo este de la Cámara del Príncipe (extremo izquierdo) y la pared este de la Cámara de los Lores (centro)

Tras prestar su juramento, los conspiradores abandonaron Londres y regresaron a sus hogares. Los conspiradores volvieron a Londres en octubre de 1604, cuando Robert Keyes, un "hombre desesperado, arruinado y endeudado", fue admitido en el grupo. Su responsabilidad era encargarse de la casa de Catesby en Lambeth, donde se almacenarían la pólvora y otros suministros. La familia de Keyes tenía conexiones notables; el empleador de su esposa era el católico Lord Mordaunt. Era alto, con una barba roja, y se le consideraba confiable y—como Fawkes—capaz de cuidarse a sí mismo. En diciembre Catesby reclutó a su sirviente, Thomas Bates, para el complot, después de que este último se enterara accidentalmente.
El 24 de diciembre de 1604 se anunció que la reapertura programada del Parlamento en febrero se retrasaría. La preocupación por la peste significó que, en lugar de reunirse en febrero, como los conspiradores habían planeado originalmente, el Parlamento no se reuniría nuevamente hasta el 3 de octubre de 1605. El relato contemporáneo de la persecución afirmaba que durante este retraso los conspiradores estaban excavando un túnel debajo del Parlamento. Esto puede haber sido una fabricación del gobierno, ya que no se presentó evidencia de la existencia de un túnel por parte de la acusación, y nunca se ha encontrado rastro alguno de uno. El relato de un túnel proviene directamente de la confesión de Thomas Wintour, y Guy Fawkes no admitió la existencia de tal esquema hasta su quinta interrogación. Logísticamente, excavar un túnel habría resultado extremadamente difícil, especialmente dado que ninguno de los conspiradores tenía experiencia en minería. Si la historia es cierta, para el 6 de diciembre de 1604 los comisionados escoceses habían terminado su trabajo, y los conspiradores estaban ocupados excavando un túnel desde la casa que habían alquilado hasta la Cámara de los Lores. Cesaron sus esfuerzos cuando, durante la excavación, oyeron un ruido desde arriba. El ruido resultó ser la viuda del entonces inquilino, que estaba limpiando el undercroft directamente debajo de la Cámara de los Lores—la habitación donde los conspiradores eventualmente almacenaron la pólvora.
Para cuando los conspiradores se reunieron nuevamente al inicio del old style nuevo año en Lady Day, el 25 de marzo de 1605, se habían admitido tres más en sus filas; Robert Wintour, John Grant, y Christopher Wright. Las incorporaciones de Wintour y Wright eran opciones evidentes. Junto con una pequeña fortuna, Robert Wintour heredó Huddington Court (un refugio conocido para sacerdotes) cerca de Worcester, y se le consideraba un hombre generoso y bien querido. Un católico devoto, se casó con Gertrude, la hija de John Talbot de Grafton, de una prominente familia de recusantes de Worcestershire. Christopher Wright (1568–1605), hermano de John, también había participado en la revuelta del Conde de Essex y había trasladado a su familia a Twigmore en Lincolnshire, que entonces era conocido como un refugio para sacerdotes. John Grant estaba casado con la hermana de Wintour, Dorothy, y era lord of the manor de Norbrook cerca de Stratford-upon-Avon. Se le consideraba un hombre inteligente y atento, que albergaba católicos en su hogar en Snitterfield, y era otro que había estado involucrado en la revuelta de Essex de 1601.

### Subterráneo
Además, el 25 de marzo fue el día en que los conspiradores compraron el arrendamiento del subterráneo al que supuestamente habían excavado cerca, propiedad de John Whynniard. El Palacio de Westminster a principios del siglo XVII era un laberinto de edificios agrupados alrededor de las cámaras medievales, capillas y salones del antiguo palacio real que albergaba tanto al Parlamento como a los diversos tribunales reales. El viejo palacio era de fácil acceso; comerciantes, abogados y otros vivían y trabajaban en las viviendas, tiendas y tabernas dentro de sus recintos. El edificio de Whynniard estaba en un ángulo recto respecto a la Cámara de los Lores, junto a un pasaje llamado Parliament Place, que a su vez conducía a Parliament Stairs y al río Támesis. Los subterráneos eran características comunes en la época, utilizadas para almacenar una variedad de materiales, incluidos alimentos y leña. El subterráneo de Whynniard, en la planta baja, estaba directamente debajo de la Cámara de los Lores en el primer piso, y alguna vez pudo haber sido parte de la cocina medieval del palacio. Inutilizado y sucio, su ubicación era ideal para lo que el grupo planeaba hacer.

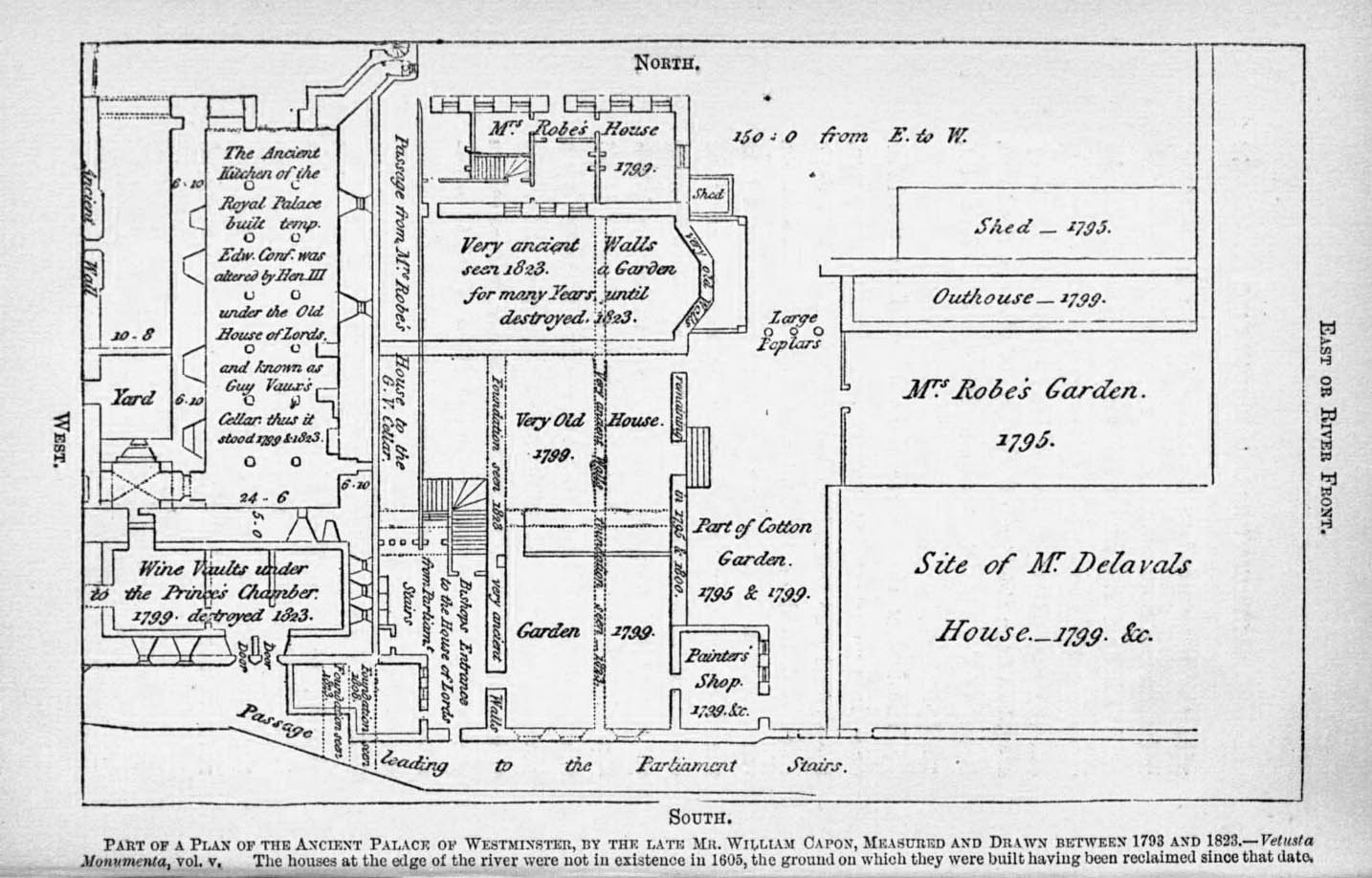
El mapa de William Capon del Parlamento etiqueta claramente el subterráneo utilizado por "Guy Vaux" para almacenar la pólvora.

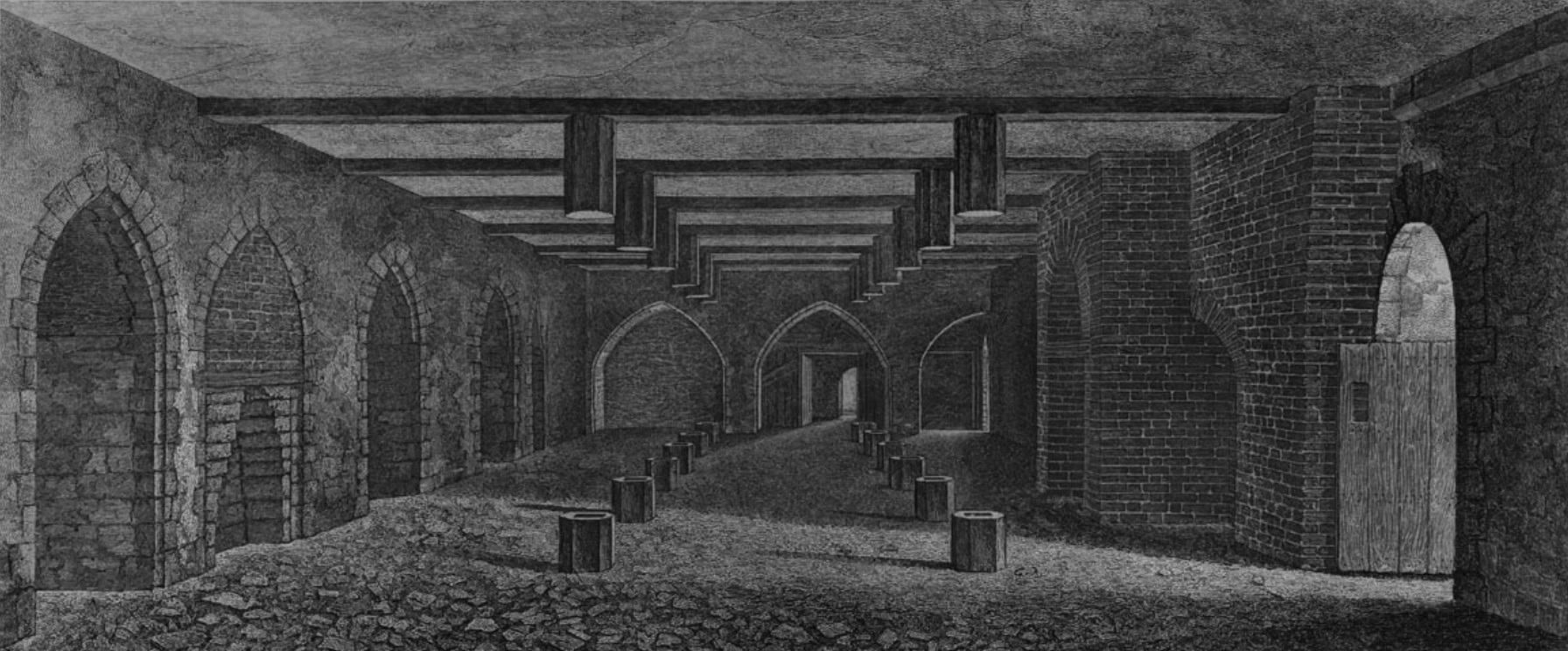
El subterráneo debajo de la Cámara de los Lores, como se ilustra en 1799. Alrededor del mismo tiempo se describió como de 77 pies de largo, 24 pies y 4 pulgadas de ancho, y 10 pies de alto.

En la segunda semana de junio, Catesby se reunió en Londres con el principal jesuita en Inglaterra, Henry Garnet, y le preguntó sobre la moralidad de embarcarse en una empresa que podría implicar la destrucción de inocentes junto con culpables. Garnet respondió que tales acciones a menudo podían ser justificadas, pero según su propio relato más tarde reprendió a Catesby durante una segunda reunión en julio en Essex, mostrándole una carta del papa que prohibía la rebelión. Poco después, el sacerdote jesuita Oswald Tesimond le dijo a Garnet que había tomado la confesión de Catesby, durante la cual había conocido el complot. Garnet y Catesby se encontraron por tercera vez el 24 de julio de 1605, en la casa de la acaudalada católica Anne Vaux en Enfield Chase. Garnet decidió que el relato de Tesimond había sido dado bajo el secreto de la confesión, y que por lo tanto el derecho canónico le prohibía repetir lo que había oído. Sin reconocer que conocía la naturaleza precisa del complot, Garnet intentó disuadir a Catesby de su propósito, sin éxito. Garnet escribió a un colega en Roma, Claudio Acquaviva, expresando sus preocupaciones sobre la rebelión abierta en Inglaterra. También le dijo a Acquaviva que "hay un riesgo de que algún esfuerzo privado cometa traición o use la fuerza contra el Rey", y urgió al papa a emitir un breve público contra el uso de la fuerza.
Según Fawkes, se trajeron 20 barriles de pólvora al principio, seguidos de 16 más el 20 de julio. El suministro de pólvora estaba teóricamente controlado por el gobierno, pero se obtenía fácilmente de fuentes ilícitas. El 28 de julio, la amenaza constante de la peste volvió a retrasar la apertura del Parlamento, esta vez hasta el martes 5 de noviembre. Fawkes salió del país por un corto tiempo. El Rey, mientras tanto, pasó gran parte del verano fuera de la ciudad, cazando. Se alojó donde le resultara conveniente, incluyendo en ocasiones en las casas de católicos prominentes. Garnet, convencido de que la amenaza de un levantamiento había disminuido, viajó por el país en una peregrinación.
No se sabe con certeza cuándo regresó Fawkes a Inglaterra, pero estaba de vuelta en Londres a finales de agosto, cuando él y Wintour descubrieron que la pólvora almacenada en el subterráneo se había deteriorado. Se trajo más pólvora a la sala, junto con leña para ocultarla. Los últimos tres conspiradores fueron reclutados a finales de 1605. En San Miguel, Catesby convenció al firmemente católico Ambrose Rookwood de alquilar Clopton House cerca de Stratford-upon-Avon. Rookwood era un joven con conexiones recusantes, cuyo establo de caballos en Coldham Hall en Stanningfield, Suffolk fue un factor importante en su reclutamiento. Sus padres, Robert Rookwood y Dorothea Drury, eran terratenientes adinerados, y habían educado a su hijo en una escuela jesuita cerca de Calais. Everard Digby era un joven que generalmente era bien apreciado y vivía en Gayhurst House en Buckinghamshire. Había sido nombrado caballero por el Rey en abril de 1603 y se convirtió al catolicismo por Gerard. Digby y su esposa, Mary Mulshaw, habían acompañado al sacerdote en su peregrinación, y se decía que los dos hombres eran amigos cercanos. Catesby le pidió a Digby que alquilara Coughton Court cerca de Alcester. Digby también prometió £1,500 después de que Percy no pagara el alquiler de las propiedades que había tomado en Westminster. Finalmente, el 14 de octubre, Catesby invitó a Francis Tresham a la conspiración. Tresham era hijo del católico Thomas Tresham, y primo de Robert Catesby; los dos habían crecido juntos. También era el heredero de la gran fortuna de su padre, que se había reducido por multas de recusantes, gustos costosos y la implicación de Francis y Catesby en la revuelta de Essex.
Catesby y Tresham se encontraron en la casa del cuñado y primo de Tresham, Lord Stourton. En su confesión, Tresham afirmó que le había preguntado a Catesby si el complot condenaría sus almas, a lo que Catesby respondió que no, y que la situación de los católicos en Inglaterra requería que se llevara a cabo. Catesby también aparentemente pidió £2,000 y el uso de Rushton Hall en Northamptonshire. Tresham rechazó ambas ofertas (aunque le dio £100 a Thomas Wintour), y dijo a sus interrogadores que había trasladado a su familia de Rushton a Londres en previsión del complot; difícilmente las acciones de un hombre culpable, afirmó.

## Carta de Monteagle

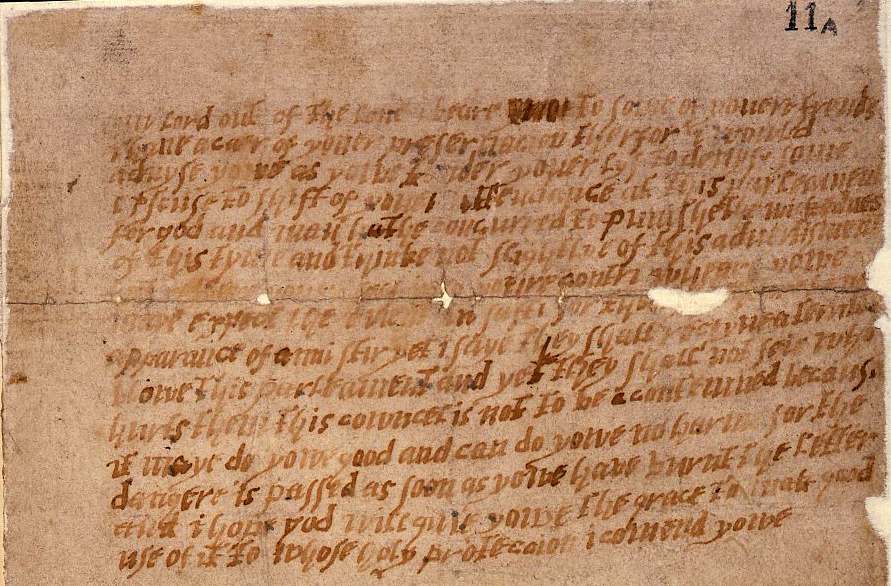
4th Baron Monteagle, fue fundamental para exponer el complot. La identidad de su autor nunca se ha establecido de manera confiable, aunque Francis Tresham ha sido sospechoso desde hace tiempo. Monteagle mismo ha sido considerado responsable, al igual que Salisbury.

Los detalles del complot se finalizaron en octubre, en una serie de tabernas a través de Londres y Daventry. Fawkes se encargaría de encender la mecha y luego escapar cruzando el Támesis, mientras que simultáneamente una revuelta en los Midlands ayudaría a asegurar la captura de la hija del Rey, Elizabeth. Fawkes partiría hacia el continente para explicar los acontecimientos en Inglaterra a las potencias católicas europeas.
Las esposas de los involucrados y Anne Vaux (una amiga de Garnet que a menudo protegía a los sacerdotes en su casa) se volvieron cada vez más preocupadas por lo que sospechaban que estaba a punto de suceder. Varios de los conspiradores expresaron preocupaciones sobre la seguridad de los católicos presentes en el Parlamento el día de la explosión planeada. Percy estaba preocupado por su patrocinador, Northumberland, y se mencionó el nombre del joven Conde de Arundel; Catesby sugirió que una herida menor podría mantenerlo fuera de la cámara ese día. También se mencionaron los Lords Vaux, Montagu, Monteagle y Stourton. Keyes sugirió advertir a Lord Mordaunt, el empleador de su esposa, a lo que Catesby respondió con burla.
El sábado 26 de octubre, Monteagle (cuñado de Tresham) organizó una comida en una casa de larga data sin uso en Hoxton. De repente, un sirviente apareció diciendo que había recibido una carta para Lord Monteagle de un desconocido en la calle. Monteagle ordenó que se leyera en voz alta a la compañía.

Mi Lord, por el afecto que tengo hacia algunos de sus amigos, me preocupo por su preservación. Por lo tanto, le aconsejo, como aprecie su vida, que encuentre alguna excusa para eludir su asistencia a este Parlamento; porque Dios y el hombre se han unido para castigar la maldad de estos tiempos. Y no tome a la ligera este aviso, sino retírese a su campo donde pueda esperar el desenlace con seguridad. Pues aunque no haya apariencia de agitación, aún digo que recibirán un golpe terrible en este Parlamento; y, sin embargo, no verán quién les hace daño. Este consejo no debe ser condenado porque puede hacerle bien y no le hará ningún daño; pues el peligro ha pasado tan pronto como haya quemado la carta. Y espero que Dios le conceda la gracia de hacer buen uso de ella, a cuya santa protección le encomiendo. 

Inseguro del significado de la carta, Monteagle se dirigió rápidamente a Whitehall y se la entregó a Cecil (entonces Conde de Salisbury). Salisbury informó al Conde de Worcester, considerado con simpatías recusantes, y al sospechado católico Henry Howard, I conde de Northampton, pero mantuvo al Rey, que estaba ocupado cazando en Cambridgeshire y no se esperaba que regresara en varios días, ajeno a la noticia del complot. El sirviente de Monteagle, Thomas Ward, tenía conexiones familiares con los hermanos Wright, y envió un mensaje a Catesby sobre la traición. Catesby, que debía ir a cazar con el Rey, sospechaba que Tresham era responsable de la carta y, con Thomas Wintour, confrontó al conspirador recién reclutado. Tresham logró convencer a la pareja de que no había escrito la carta, pero les urgió a abandonar el complot. Salisbury ya estaba al tanto de ciertos movimientos antes de recibir la carta, pero aún no conocía la naturaleza exacta del complot ni quién estaba exactamente involucrado. Por lo tanto, decidió esperar para ver cómo se desarrollaban los acontecimientos.

### Descubrimiento
La carta fue mostrada al Rey el primero de noviembre, tras su regreso a Londres. Al leerla, Jacobo se fijó inmediatamente en la palabra "golpe" y pensó que sugería "algún estratagema de fuego y pólvora", quizás una explosión que superaría en violencia la que mató a su padre, Lord Darnley, en Kirk o' Field en 1567. Para no parecer demasiado intrigante y para permitir que el Rey recibiera el crédito por descubrir la conspiración, Salisbury fingió ignorancia. Al día siguiente, miembros del Consejo Privado visitaron al Rey en el Palacio de Whitehall e informaron que, basándose en la información que Salisbury les había dado una semana antes, el lunes el Lord Chamberlain Thomas Howard, I conde de Suffolk llevaría a cabo una búsqueda en las Casas del Parlamento, "tanto arriba como abajo". El domingo 3 de noviembre, Percy, Catesby y Wintour tuvieron una última reunión, donde Percy les dijo a sus compañeros que debían "soportar la prueba máxima" y les recordó que su barco esperaba anclado en el Támesis.
Para el 4 de noviembre, Digby estaba acomodado con un "grupo de caza" en Dunchurch, listo para secuestrar a Elizabeth. Ese mismo día, Percy visitó al Conde de Northumberland—quien no estaba involucrado en la conspiración—para ver si podía discernir qué rumores rodeaban la carta a Monteagle. Percy regresó a Londres y aseguró a Wintour, John Wright y Robert Keyes que no tenían de qué preocuparse, y volvió a sus alojamientos en Gray's Inn Road. Esa misma noche, Catesby, probablemente acompañado por John Wright y Bates, se dirigió a los Midlands. Fawkes visitó a Keyes, y se le entregó un reloj de bolsillo dejado por Percy, para cronometrar la mecha, y una hora después Rookwood recibió varias espadas grabadas de un cuchillero local.

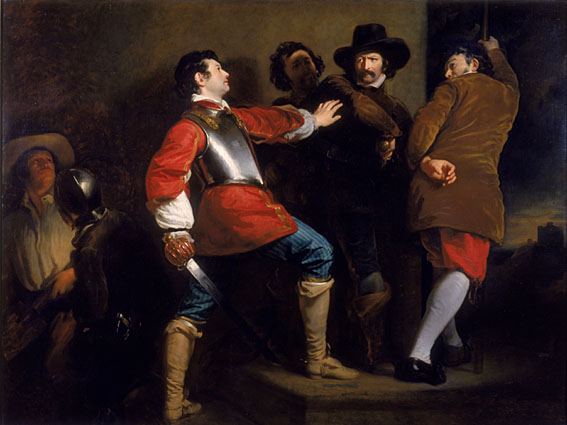
El Descubrimiento del Compló de la Pólvora y la Captura de Guy Fawkes (c. 1823) de Henry Perronet Briggs.

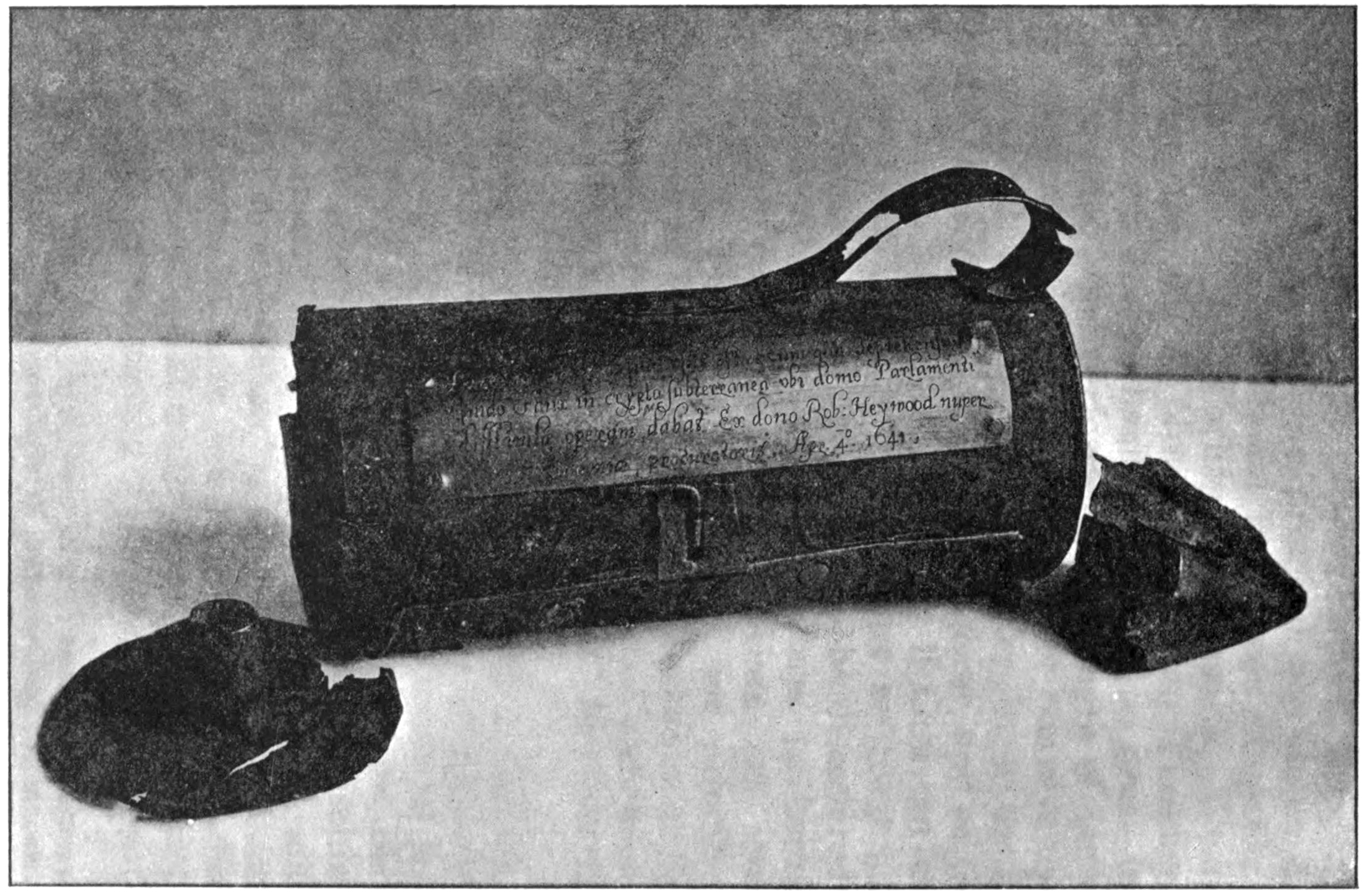
La linterna que usó Guy Fawkes durante el complot.

Aunque existen dos relatos sobre el número de búsquedas y su cronología, según la versión del Rey, la primera búsqueda de los edificios en y alrededor del Parlamento se realizó el lunes 4 de noviembre—mientras los conspiradores estaban ocupados haciendo sus preparativos finales—por Suffolk, Monteagle y John Whynniard. Encontraron una gran pila de leña en la bodega debajo de la Cámara de los Lores, acompañada por lo que presumieron era un sirviente (Fawkes), quien les dijo que la leña pertenecía a su amo, Thomas Percy. Se fueron para informar de sus hallazgos, momento en el que Fawkes también abandonó el edificio. La mención del nombre de Percy despertó más sospechas ya que las autoridades ya lo conocían como un agitador católico. El Rey insistió en que se realizara una búsqueda más exhaustiva. Esa misma noche, el grupo de búsqueda, encabezado por Thomas Knyvet, regresó a la bodega. Encontraron nuevamente a Fawkes, vestido con un abrigo y un sombrero, y usando botas y espuelas. Fue arrestado, y dio su nombre como John Johnson. Llevaba una linterna que ahora se encuentra en el Museo Ashmolean, Oxford, y un registro de su persona reveló un reloj de bolsillo, varias mechas lentas y yesca. Se descubrieron 36 barriles de pólvora escondidos bajo montones de maderos y carbón. Fawkes fue llevado al Rey en la mañana del 5 de noviembre.

### Vuelo
A medida que se difundía la noticia del arresto de "John Johnson" entre los conspiradores que aún estaban en Londres, la mayoría huyó hacia el noroeste, a lo largo de Watling Street. Christopher Wright y Thomas Percy partieron juntos. Rookwood se fue poco después y logró cubrir 30 millas en dos horas en un solo caballo. Alcanzó a Keyes, que había salido antes, luego a Wright y Percy en Little Brickhill, antes de encontrarse con Catesby, John Wright y Bates en el mismo camino. Reunidos, el grupo continuó hacia el noroeste hasta Dunchurch, usando caballos proporcionados por Digby. Keyes se dirigió a la casa de Mordaunt en Drayton. Mientras tanto, Thomas Wintour permaneció en Londres, e incluso fue a Westminster para ver qué estaba ocurriendo. Al darse cuenta de que el complot había sido descubierto, tomó su caballo y se dirigió a la casa de su hermana en Norbrook, antes de continuar hacia Huddington Court.
| El 5 de noviembre comenzamos nuestro Parlamento, al cual el Rey debería haber asistido en persona, pero se abstuvo debido a una práctica que esa mañana se descubrió. El complot consistía en haber volado al Rey en el momento en que debería haber estado en su Trono Real, acompañado de todos sus hijos, nobleza y plebeyos, y asistido por todos los obispos, jueces y doctores; en un solo instante y estallido haber arruinado todo el Estado y Reino de Inglaterra. Y para llevar a cabo esto, se colocaron bajo la Cámara del Parlamento, donde el rey debía sentarse, unos 30 barriles de pólvora, con una buena cantidad de madera, leña, piezas y barras de hierro.—Extracto de una carta de Sir Edward Hoby (Caballero de la Cámara) a Sir Thomas Edwards, Embajador en Bruselas [sic] |

El grupo de seis conspiradores se detuvo en Ashby St Ledgers alrededor de las 6 p. m., donde se encontraron con Robert Wintour y lo pusieron al tanto de su situación. Luego continuaron hacia Dunchurch y se reunieron con Digby. Catesby lo convenció de que, a pesar del fracaso del complot, una lucha armada aún era una posibilidad real. Anunció al "grupo de caza" de Digby que el Rey y Salisbury estaban muertos, antes de que los fugitivos se dirigieran al oeste hacia Warwick.
En Londres, la noticia del complot se estaba extendiendo, y las autoridades colocaron guardias adicionales en las puertas de la ciudad, cerraron los puertos y protegieron la casa del embajador español, que estaba rodeada por una multitud enojada. Se emitió una orden de arresto contra Thomas Percy, y su patrocinador, el Conde de Northumberland, fue puesto bajo arresto domiciliario. En el interrogatorio inicial de "John Johnson", no reveló nada más que el nombre de su madre y que era de Yorkshire. Se descubrió una carta dirigida a Guy Fawkes en su persona, pero afirmó que ese nombre era uno de sus alias. Lejos de negar sus intenciones, "Johnson" declaró que su propósito había sido destruir al Rey y al Parlamento. Sin embargo, mantuvo su compostura e insistió en que había actuado solo. Su negativa a ceder impresionó tanto al Rey que lo describió como poseedor de una "resolución romana".

### Investigación

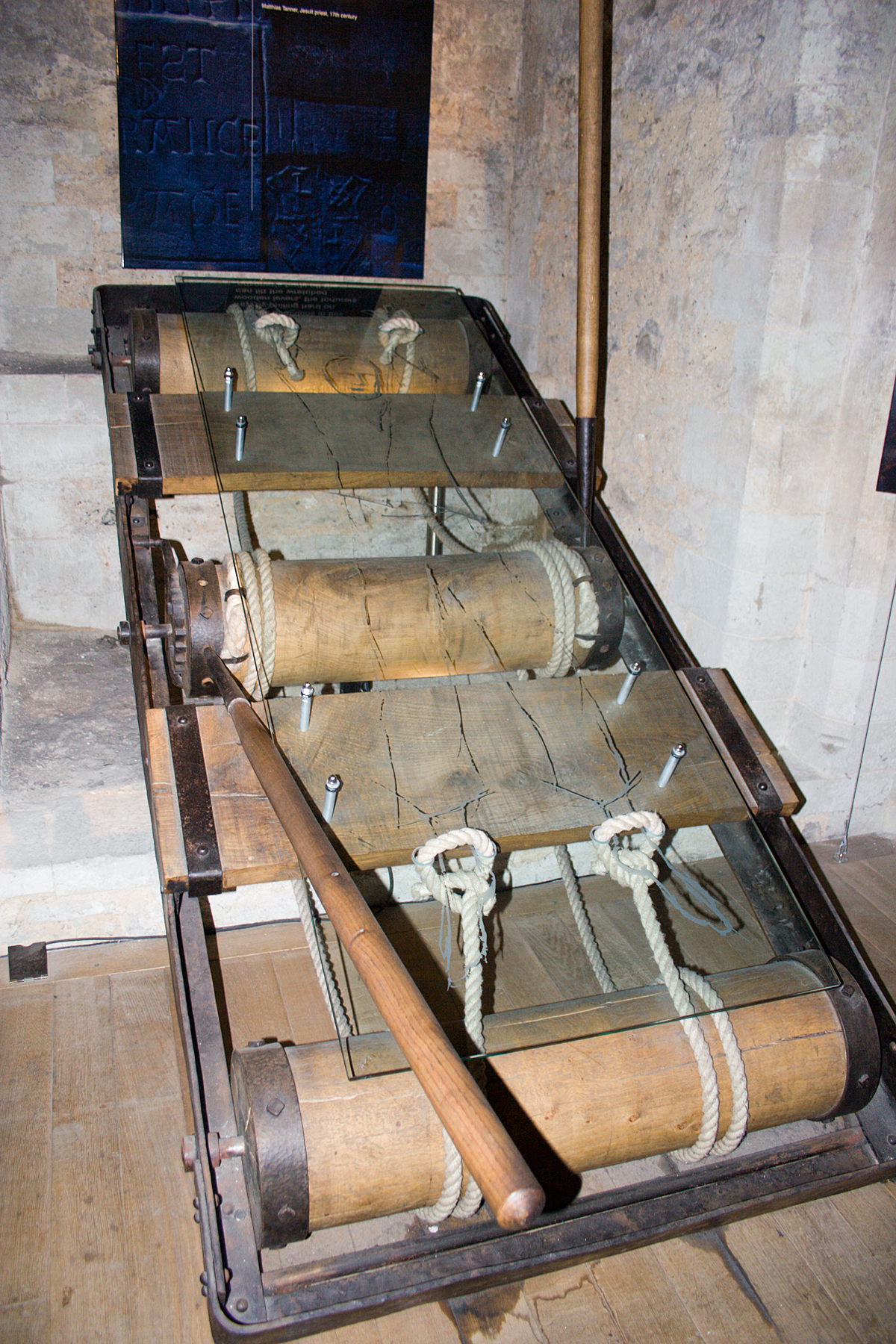
Un torturador en la Torre de Londres

El 6 de noviembre, el Lord Chief Justice, Sir John Popham (un hombre con un odio profundo hacia los católicos), interrogó a los sirvientes de Rookwood. Para la noche, había descubierto los nombres de varios de los implicados en la conspiración: Catesby, Rookwood, Keyes, Wyntersin enlace [sic], John y Christopher Wright, y Grant. Mientras tanto, "Johnson" seguía insistiendo en su versión, y junto con la pólvora con la que fue encontrado, fue trasladado a la Torre de Londres, donde el Rey decidió que "Johnson" sería torturado. El uso de la tortura estaba prohibido, excepto por prerrogativa real o por un organismo como el Consejo Privado o la Star Chamber. En una carta del 6 de noviembre, Jacobo escribió: "Las torturas más suaves deben ser primero utilizadas en él, et sic per gradus ad ima tenditur [y así por pasos se extiende a las profundidades más bajas], y así Dios acelere tu buen trabajo." "Johnson" pudo haber sido colocado en grilletes y colgado de la pared, pero casi con seguridad fue sometido a los horrores del torturador. El 7 de noviembre, su determinación se rompió; confesó tarde ese día, y nuevamente durante los dos días siguientes.

### Última resistencia
El 6 de noviembre, mientras Fawkes mantenía su silencio, los fugitivos asaltaron el Castillo de Warwick en busca de suministros, y luego continuaron hacia Norbrook para recoger armas. Desde allí siguieron su camino hacia Huddington. Bates dejó al grupo y viajó a Coughton Court para entregar una carta de Catesby a Garnet y los otros sacerdotes, informándoles de lo sucedido y pidiendo su ayuda para levantar un ejército. Garnet respondió suplicando a Catesby y a sus seguidores que detuvieran sus "acciones perversas", antes de huir él mismo. Varios sacerdotes se dirigieron a Warwick, preocupados por el destino de sus colegas. Fueron capturados y luego encarcelados en Londres. Catesby y los demás llegaron a Huddington a primera hora de la tarde, donde fueron recibidos por Thomas Wintour. No recibieron prácticamente ningún apoyo o simpatía de quienes encontraron, incluidos familiares, que estaban aterrorizados por la posibilidad de verse asociados con la traición. Continuaron hacia Holbeche House en la frontera de Staffordshire, la residencia de Stephen Littleton, un miembro de su cada vez más reducido grupo de seguidores. Mientras estaban allí, Stephen Littleton y Thomas Wintour fueron a Pepperhill, la residencia de Shropshire en Boningale del suegro de Robert Wintour, John Talbot, para obtener apoyo, pero sin éxito. Cansados y desesperados, extendieron parte de la pólvora ahora empapada frente al fuego para secarla. Aunque la pólvora no explota a menos que esté físicamente contenida, una chispa del fuego cayó sobre la pólvora y las llamas resultantes envolvieron a Catesby, Rookwood, Grant y un hombre llamado Morgan, que era miembro del grupo de cazadores.
Thomas Wintour y Littleton, en su camino de Huddington a Holbeche House, fueron informados por un mensajero de que Catesby había muerto. En ese momento, Littleton se fue, pero Thomas llegó a la casa para encontrar a Catesby vivo, aunque chamuscado. John Grant no tuvo tanta suerte y había quedado ciego debido al fuego. Digby, Robert Wintour y su medio hermano John, y Thomas Bates, ya se habían ido. De los conspiradores, solo quedaron las figuras quemadas de Catesby y Grant, los hermanos Wright, Rookwood y Percy. Los fugitivos decidieron quedarse en la casa y esperar la llegada de los hombres del Rey.
Richard Walsh (Sheriff de Worcestershire) y su grupo de 200 hombres sitiaron Holbeche House en la mañana del 8 de noviembre. Thomas Wintour fue herido en el hombro mientras cruzaba el patio. John Wright fue disparado, seguido de su hermano, y luego Rookwood. Se informó que Catesby y Percy fueron muertos por un único disparo afortunado. Los atacantes irrumpieron en la propiedad y despojaron a los defensores muertos o moribundos de su ropa. Grant, Morgan, Rookwood y Wintour fueron arrestados.

## Reacción

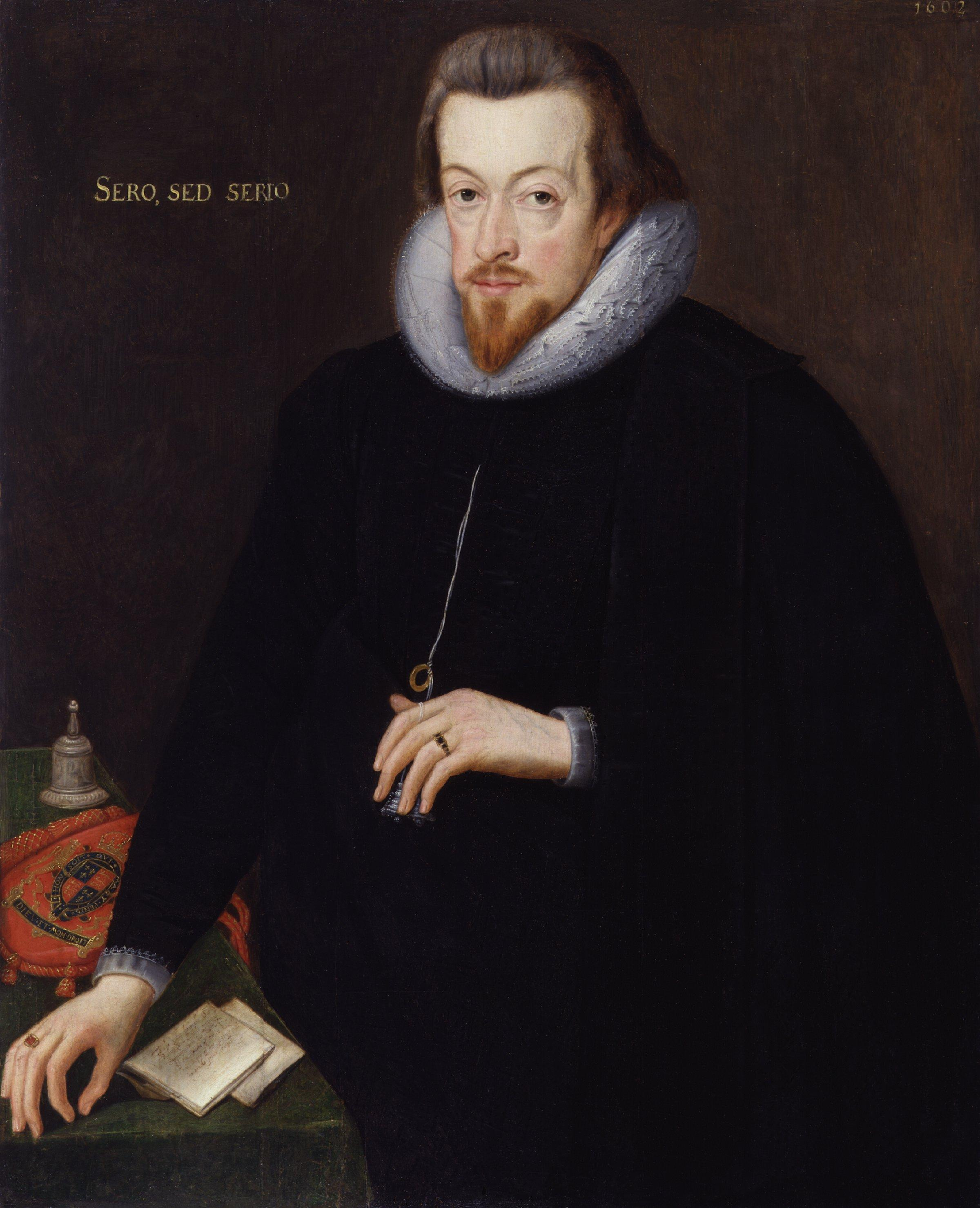
Robert Cecil, Conde de Salisbury. Pintura de John de Critz el Viejo, 1602.

Bates y Keyes fueron capturados poco después de que se tomara Holbeche House. Digby, que había planeado entregarse, fue capturado por un pequeño grupo de perseguidores. Tresham fue arrestado el 12 de noviembre y llevado a la Torre tres días después. Montague, Mordaunt y Stourton (cuñado de Tresham) también fueron encarcelados en la Torre. El Conde de Northumberland se unió a ellos el 27 de noviembre. Mientras tanto, el gobierno utilizó la revelación del complot para acelerar su persecución de los católicos. La casa de Anne Vaux en Enfield Chase fue registrada, revelando la presencia de trampillas y pasadizos ocultos. Un sirviente aterrorizado luego reveló que Garnet, que había residido a menudo en la casa, había celebrado recientemente una Misa allí. John Gerard se había escondido en la casa de Elizabeth Vaux, en Harrowden. Vaux fue llevada a Londres para ser interrogada. Allí se mostró resoluta: nunca había sabido que Gerard era sacerdote, pensaba que era un "gentleman católico", y no conocía su paradero. Las casas de los conspiradores fueron registradas y saqueadas; el hogar de Mary Digby fue saqueado y ella quedó en la indigencia. Algún tiempo antes de finales de noviembre, Garnet se trasladó a Hindlip Hall cerca de Worcester, la casa de los Habingtons, donde escribió una carta al Consejo Privado protestando su inocencia.
La frustración del complot de la pólvora provocó una ola de alivio nacional por la salvación del Rey y sus hijos, e inspiró en el parlamento posterior un sentimiento de lealtad y buena voluntad, que Salisbury explotó astutamente para obtener subsidios más altos para el Rey que los concedidos en el reinado de Isabel I (excepto uno). Walter Raleigh, que languidecía en la Torre debido a su implicación en el Main Plot, y cuya esposa era prima hermana de Lady Catesby, declaró que no tenía conocimiento del complot. El Obispo de Rochester dio un sermón en St. Paul's Cross, en el cual condenó el complot. En su discurso a ambas Cámaras el 9 de noviembre, Jacobo expuso dos preocupaciones emergentes de su monarquía: el derecho divino de los reyes y la cuestión católica. Insistió en que el complot había sido obra de solo unos pocos católicos, no de los católicos ingleses en general, y recordó a la asamblea que se regocijara por su supervivencia, ya que los reyes eran designados divinamente y debía su escape a un milagro. Salisbury escribió a sus embajadores ingleses en el extranjero, informándoles de lo sucedido y recordándoles que el Rey no guardaba rencor a sus vecinos católicos. Las potencias extranjeras se distanciaron en gran medida de los conspiradores, llamándolos ateos y herejes protestantes.

### Interrogatorios

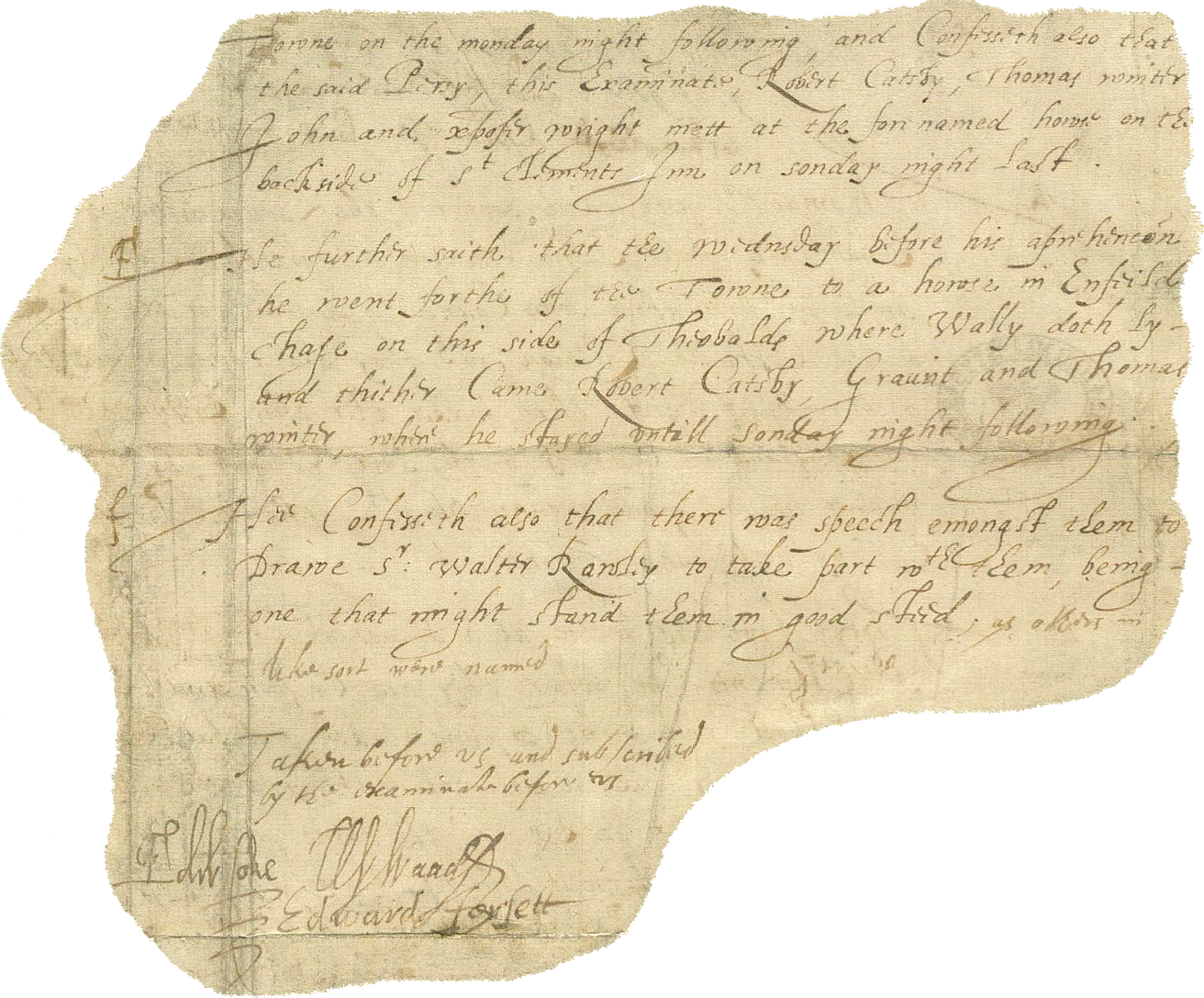
Parte de una confesión de Guy Fawkes. Su débil firma, realizada poco después de su tortura, es débilmente visible bajo la palabra "good" (abajo a la derecha).

Sir Edward Coke estaba a cargo de los interrogatorios. Durante un período de aproximadamente diez semanas, en los Aposentos del Teniente en la Torre de Londres (ahora conocida como la Casa de la Reina), interrogó a aquellos que habían sido implicados en el complot. En la primera ronda de interrogatorios, no existen pruebas concretas de que estas personas fueran torturadas, aunque en varias ocasiones Salisbury ciertamente sugirió que deberían serlo. Coke reveló más tarde que la amenaza de tortura era en la mayoría de los casos suficiente para obtener una confesión de aquellos atrapados en las secuelas del complot.
Solo se imprimieron en su totalidad dos confesiones: la de Fawkes del 8 de noviembre y la de Wintour del 23 de noviembre. Habiendo estado involucrado en la conspiración desde el principio (a diferencia de Fawkes), Wintour fue capaz de proporcionar información extremadamente valiosa al Consejo Privado. La caligrafía en su testimonio es casi con certeza la del propio hombre, pero su firma era marcadamente diferente. Wintour anteriormente solo había firmado su nombre como tal, pero su confesión está firmada como "Winter", y dado que había sido disparado en el hombro, la mano firme utilizada para escribir la firma puede indicar cierta medida de interferencia gubernamental, o puede indicar que escribir una versión más corta de su nombre era menos doloroso. El testimonio de Wintour no menciona a su hermano, Robert. Ambos se publicaron en el llamado Libro del Rey, una cuenta oficial apresuradamente escrita del complot publicada a finales de noviembre de 1605.
Henry Percy, Conde de Northumberland, se encontraba en una posición difícil. Su almuerzo de mediodía con Thomas Percy el 4 de noviembre fue una evidencia condenatoria contra él, y después de la muerte de Thomas Percy no había nadie que pudiera implicarlo o exonerarlo. El Consejo Privado sospechaba que Northumberland habría sido el protector de la Princesa Elizabeth si el complot hubiera tenido éxito, pero no había pruebas suficientes para condenarlo. Northumberland permaneció en la Torre y el 27 de junio de 1606 fue finalmente acusado de desacato. Fue despojado de todos los cargos públicos, multado con £30,000 (aproximadamente £7 millones en 2025), y mantenido en la Torre hasta junio de 1621. Los Lords Mordaunt y Stourton fueron juzgados en la Star Chamber. Fueron condenados a prisión en la Torre, donde permanecieron hasta 1608, cuando fueron trasladados a la Fleet Prison. Ambos también recibieron multas significativas.
Varias otras personas no involucradas en la conspiración, pero conocidas o relacionadas con los conspiradores, también fueron interrogadas. Los hermanos de Northumberland, Sir Allen y Sir Josceline Percy, fueron arrestados. Lord Montagu había empleado a Fawkes a una edad temprana, y también había conocido a Catesby el 29 de octubre, por lo que era de interés; fue liberado varios meses después. Agnes Wenman era de una familia católica y estaba relacionada con Elizabeth Vaux. Fue examinada dos veces, pero finalmente se retiraron los cargos en su contra. El secretario de Percy y más tarde controlador de la casa de Northumberland, Dudley Carleton, había alquilado la bóveda donde se almacenaba la pólvora, y en consecuencia fue encarcelado en la Torre. Salisbury creyó su historia y autorizó su liberación.

### Jesuitas

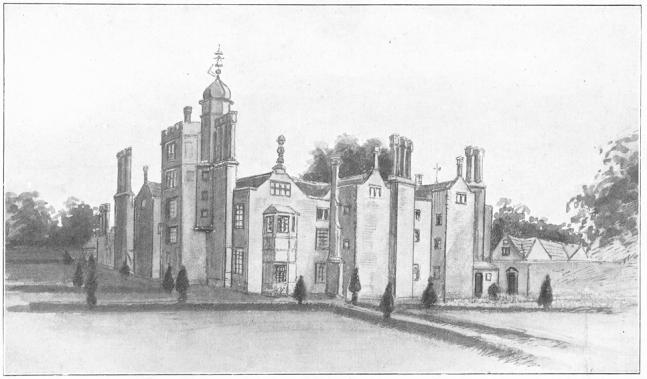
Hindlip Hall en Worcestershire

Thomas Bates confesó el 4 de diciembre, proporcionando gran parte de la información que Salisbury necesitaba para vincular al clero católico con el complot. Bates había estado presente en la mayoría de las reuniones de los conspiradores, y bajo interrogatorio implicó a Tesimond en el complot. El 13 de enero de 1606, describió cómo había visitado a Garnet y Tesimond el 7 de noviembre para informar a Garnet del fracaso del complot. Bates también contó a sus interrogadores sobre su viaje con Tesimond a Huddington, antes de que el sacerdote lo dejara para dirigirse a los Habington en Hindlip Hall, y de una reunión entre Garnet, Gerard y Tesimond en octubre de 1605.
Casi al mismo tiempo en diciembre, la salud de Tresham comenzó a deteriorarse. Fue visitado regularmente por su esposa, una enfermera y su sirviente William Vavasour—quien documentó su estranguria. Antes de morir, Tresham también había hablado de la participación de Garnet en la misión de 1603 a España, pero en sus últimas horas retractó algunas de estas declaraciones. En ningún lugar de su confesión mencionó la carta de Monteagle. Murió a primera hora de la mañana del 23 de diciembre, y fue enterrado en la Torre. Sin embargo, fue desposeído junto con los otros conspiradores; su cabeza fue colocada en una pica ya sea (los informes difieren) en Northampton o London Bridge, y sus propiedades fueron confiscadas.
El 15 de enero se emitió una proclamación nombrando a Garnet, Gerard y Greenway (Tesimond) como hombres buscados. Tesimond y Gerard escaparon del país y vivieron el resto de sus días en libertad. Varios días antes, el 9 de enero, Robert Wintour y Stephen Littleton habían sido capturados. Se habían estado escondiendo en Hagley, la casa de Humphrey Littleton, hermano del MP John Littleton, encarcelado por traición en 1601 por su participación en la revuelta de Essex. Fueron traicionados por un cocinero, quien sospechó de la cantidad de comida enviada para el consumo de su amo. Humphrey negó la presencia de los dos fugitivos, pero otro sirviente llevó a las autoridades a su escondite. El 20 de enero, el Justicia de Paz local y sus asistentes llegaron a la casa de Thomas Habington, Hindlip Hall, para arrestar a los jesuitas. A pesar de las protestas de Thomas Habington, los hombres pasaron los siguientes cuatro días registrando la casa. El 24 de enero, hambrientos, los hermanos jesuitas Nicholas Owen (Jesuita) (quien había construido los escondites en Hindlip) y Ralph Ashley, el sirviente de Edward Oldcorne (capellán de Habington) abandonaron su escondite y fueron arrestados. Humphrey Littleton, quien había escapado de las autoridades en Hagley, llegó hasta Prestwood en Staffordshire antes de ser capturado. Fue encarcelado y luego condenado a muerte en Worcester. El 26 de enero, en un intento de intercambiar a sus amigos por su vida, dijo a las autoridades dónde podían encontrar a Garnet. Agotado por esconderse durante tanto tiempo, Garnet, acompañado por Oldcorne, emergió de su agujero de sacerdote al día siguiente.

### Juicios

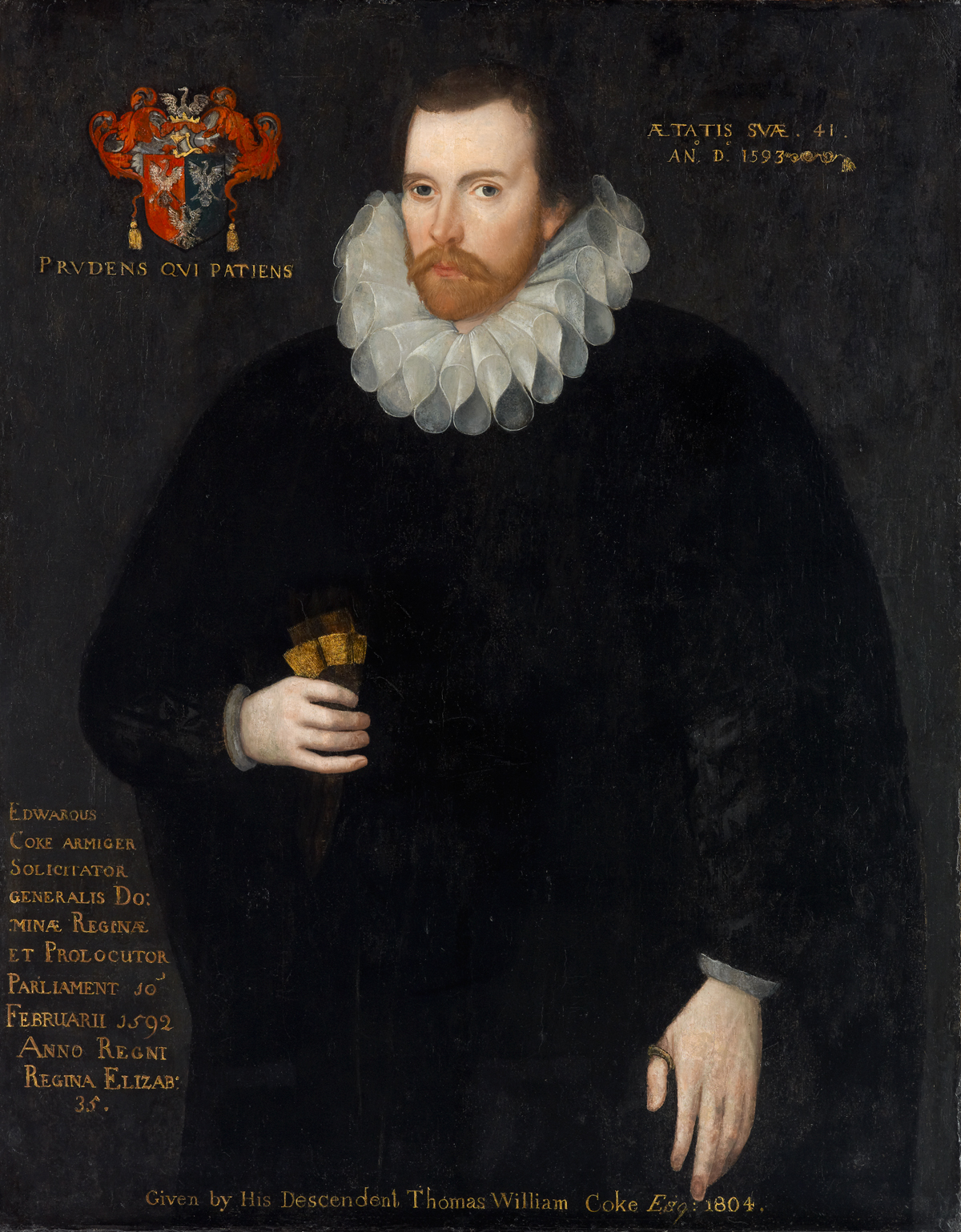
Edward Coke condujo los interrogatorios de aquellos que se pensaba estaban involucrados en la conspiración.

Por coincidencia, el mismo día en que se encontró a Garnet, los conspiradores sobrevivientes fueron acusados en Westminster Hall. Siete de los prisioneros fueron trasladados desde la Torre a la Star Chamber en barca. Bates, quien era considerado de clase baja, fue traído desde la Gatehouse Prison. Algunos de los prisioneros se encontraban aparentemente desalentados, pero otros estaban despreocupados, incluso fumando tabaco. El Rey y su familia, ocultos de la vista, estaban entre los muchos que observaron el juicio. Los Lords Comisionados presentes fueron los Condes de Suffolk, Worcester, Northampton, Devonshire, y Salisbury. Sir John Popham era el Lord Chief Justice, Sir Thomas Fleming era Lord Chief Baron of the Exchequer, y dos Justicias, Sir Thomas Walmsley y Sir Peter Warburton, se sentaron como Justicias de los Common Pleas. La lista de nombres de traidores fue leída en voz alta, comenzando con los sacerdotes: Garnet, Tesimond y Gerard.

El primero en hablar fue el Portavoz de la Cámara de los Comunes (más tarde Master of the Rolls), Sir Edward Philips, quien describió la intención detrás del complot en detalles macabros. Le siguió el Fiscal General Sir Edward Coke, quien comenzó con un largo discurso—fuertemente influenciado por Salisbury—que incluía una negación de que el Rey hubiera hecho alguna vez promesas a los católicos. La participación de Monteagle en el descubrimiento del complot fue bienvenida, y las denuncias de la misión de 1603 a España tuvieron un lugar destacado. Las protestas de Fawkes de que Gerard no sabía nada del complot fueron omitidas del discurso de Coke. Las potencias extranjeras, cuando se mencionaban, recibieron el debido respeto, pero los sacerdotes fueron maldecidos, y su comportamiento criticado siempre que fuera posible. No había duda, según Coke, de que el complot había sido inventado por los jesuitas. La reunión de Garnet con Catesby, en la cual se decía que el primero había exonerado al segundo de cualquier culpa en el complot, era prueba suficiente de que los jesuitas eran centrales en la conspiración; según Coke, el Concilio de la Pólvora siempre sería conocido como la "Traición Jesuita". Coke habló con sentimiento sobre el probable destino de la Reina y el resto de la familia del Rey, y de los inocentes que habrían quedado atrapados en la explosión.
| Nunca conocí una traición sin un sacerdote romano; pero en esta hay muchos jesuitas, que se sabe que han intervenido y pasado por toda la acción.—Sir Edward Coke |

Cada uno de los condenados, dijo Coke, sería arrastrado hacia su muerte por un caballo, con la cabeza cerca del suelo. Sería "ejecutado a medio camino entre el cielo y la tierra como indigno de ambos". Sus genitales serían cortados y quemados frente a sus ojos, y luego sus intestinos y corazón serían extraídos. Luego sería decapitado, y las partes desmembradas de su cuerpo serían exhibidas para que se convirtieran en "presa para las aves del cielo". A continuación, se leyeron en voz alta las confesiones y declaraciones de los prisioneros, y finalmente se permitió a los prisioneros hablar. Rookwood afirmó que había sido arrastrado al complot por Catesby, "a quien amaba más que a cualquier hombre del mundo". Thomas Wintour rogó ser ahorcado por él y por su hermano, para que su hermano pudiera ser perdonado. Fawkes explicó su declaración de no culpable como ignorancia de aspectos de la acusación. Keyes parecía aceptar su destino, Bates y Robert Wintour suplicaron misericordia, y Grant explicó su participación como "una conspiración planeada pero nunca efectuada". Solo Digby, juzgado en una acusación separada, se declaró culpable, insistiendo en que el Rey había incumplido promesas de tolerancia para los católicos, y que su afecto por Catesby y el amor por la causa católica mitigaron sus acciones. Buscó death by the axe y suplicó misericordia al Rey por su joven familia. Sus argumentos fueron reprendidos por Coke y Northumberland, y junto con sus siete co-conspiradores, fue hallado culpable por el jurado de alta traición. Digby gritó: "Si pudiera oír a alguno de sus lordships decir que me perdonan, iría al patíbulo con mayor alegría." La respuesta fue breve: "Dios te perdone, y nosotros también."

Garnet pudo haber sido interrogado en hasta 23 ocasiones. Su respuesta a la amenaza del potro fue "Minare ista pueris [Las amenazas son solo para los niños]", y negó haber alentado a los católicos a orar por el éxito de la "Causa Católica". Sus interrogadores recurrieron a la falsificación de correspondencia entre Garnet y otros católicos, pero sin éxito. Sus carceleros luego le permitieron hablar con otro sacerdote en una celda vecina, con escuchas prestando atención. Finalmente, Garnet dejó escapar un detalle crucial, que solo había un hombre que podría testificar que tenía algún conocimiento del complot. Bajo tortura, Garnet admitió que había oído hablar del complot de parte del jesuita Oswald Tesimond, quien lo había conocido en la confesión de Catesby. Garnet fue acusado de alta traición y juzgado en el Guildhall el 28 de marzo desde las 8 a. m. hasta las 7 p. m. Según Coke, Garnet instigó el complot:
[Garnet] tiene muchos dones y aptitudes naturales, aprendidos por arte, es un buen lingüista y, por profesión, un jesuita y un Superior, ya que, de hecho, es Superior a todos sus predecesores en traición diabólica, un Doctor en Disimulación, Depuesto de Príncipes, Disposición de Reinos, Intimidación y desánimo de súbditos, y Destrucción.
Garnet refutó todas las acusaciones en su contra, y explicó la posición católica sobre tales asuntos, pero fue hallado culpable y condenado a muerte.

### Ejecuciones

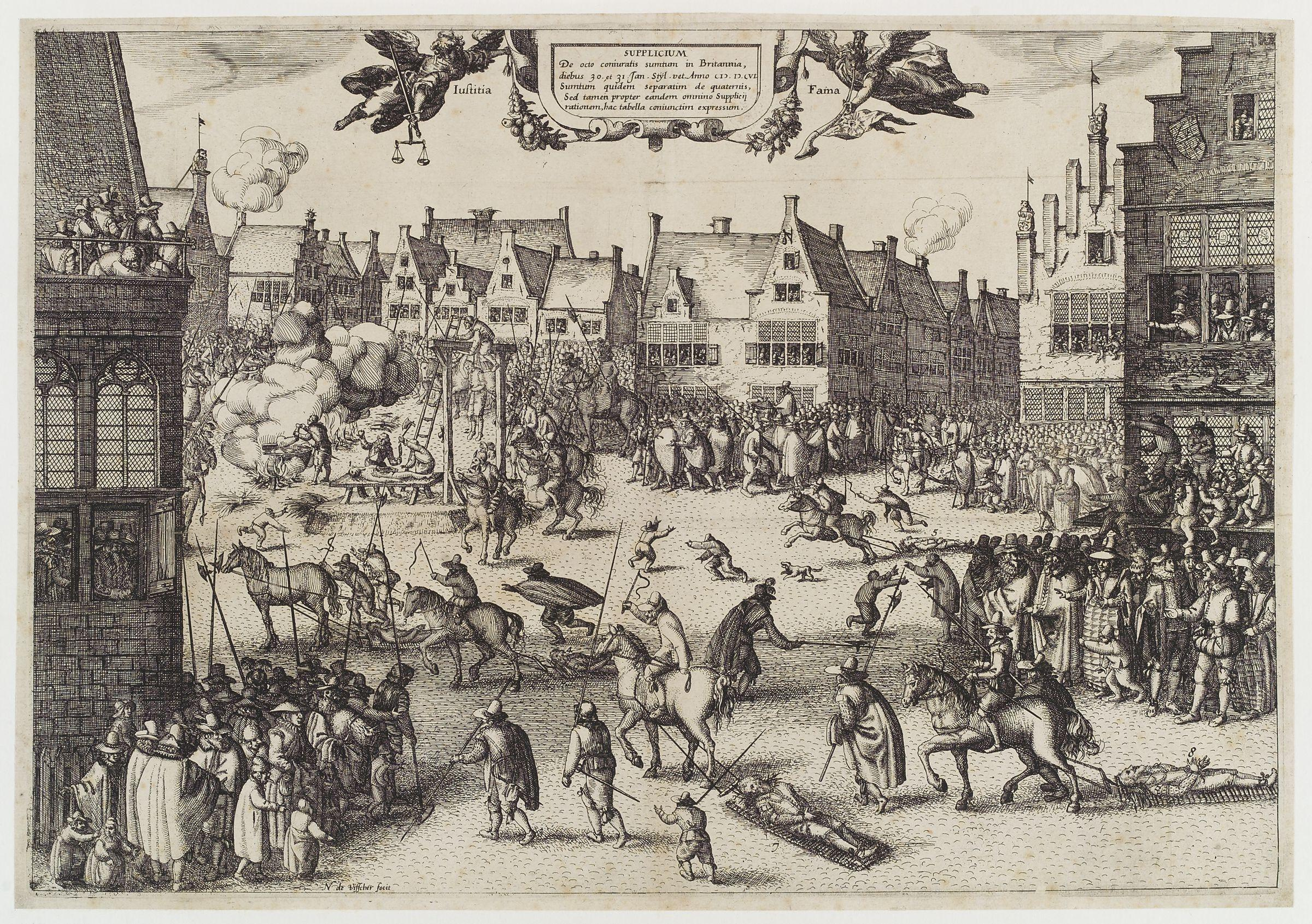
Grabado de los conspiradores de la Conspiración de la Pólvora siendo ahorcados, arrastrados y descuartizados en Londres.

Aunque Catesby y Percy escaparon del verdugo, sus cuerpos fueron exhumados y decapitados, y sus cabezas exhibidas en picas frente a la Cámara de los Lores. El 30 de enero, Everard Digby, Robert Wintour, John Grant y Thomas Bates fueron atados a obstáculos—paneles de madera—y arrastrados a través de las calles concurridas de Londres hasta el Cementerio de St. Paul. Digby, el primero en subir al cadalso, pidió perdón a los espectadores y rechazó a un clérigo protestante. Fue despojado de su ropa, y solo con una camisa, subió la escalera para colocar su cabeza a través del lazo. Fue rápidamente bajado, y mientras aún estaba completamente consciente, fue castrado, destripado, y luego descuartizado, junto con los otros tres prisioneros. Al día siguiente, Thomas Wintour, Ambrose Rookwood, Robert Keyes y Guy Fawkes fueron ahorcados, arrastrados y descuartizados, frente al edificio que habían planeado volar, en el Old Palace Yard en Westminster. Keyes no esperó la orden del verdugo y saltó del cadalso, pero sobrevivió a la caída y fue conducido al bloque de descuartizamiento. Aunque debilitado por la tortura, Fawkes logró saltar del cadalso y romperse el cuello, evitando la agonía de la horrible parte final de su ejecución.
Steven Littleton fue ejecutado en Stafford. Su primo Humphrey, a pesar de su cooperación, encontró su fin en Red Hill cerca de Worcester. Henry Garnet fue ejecutado el 3 de mayo de 1606.

## Secuelas

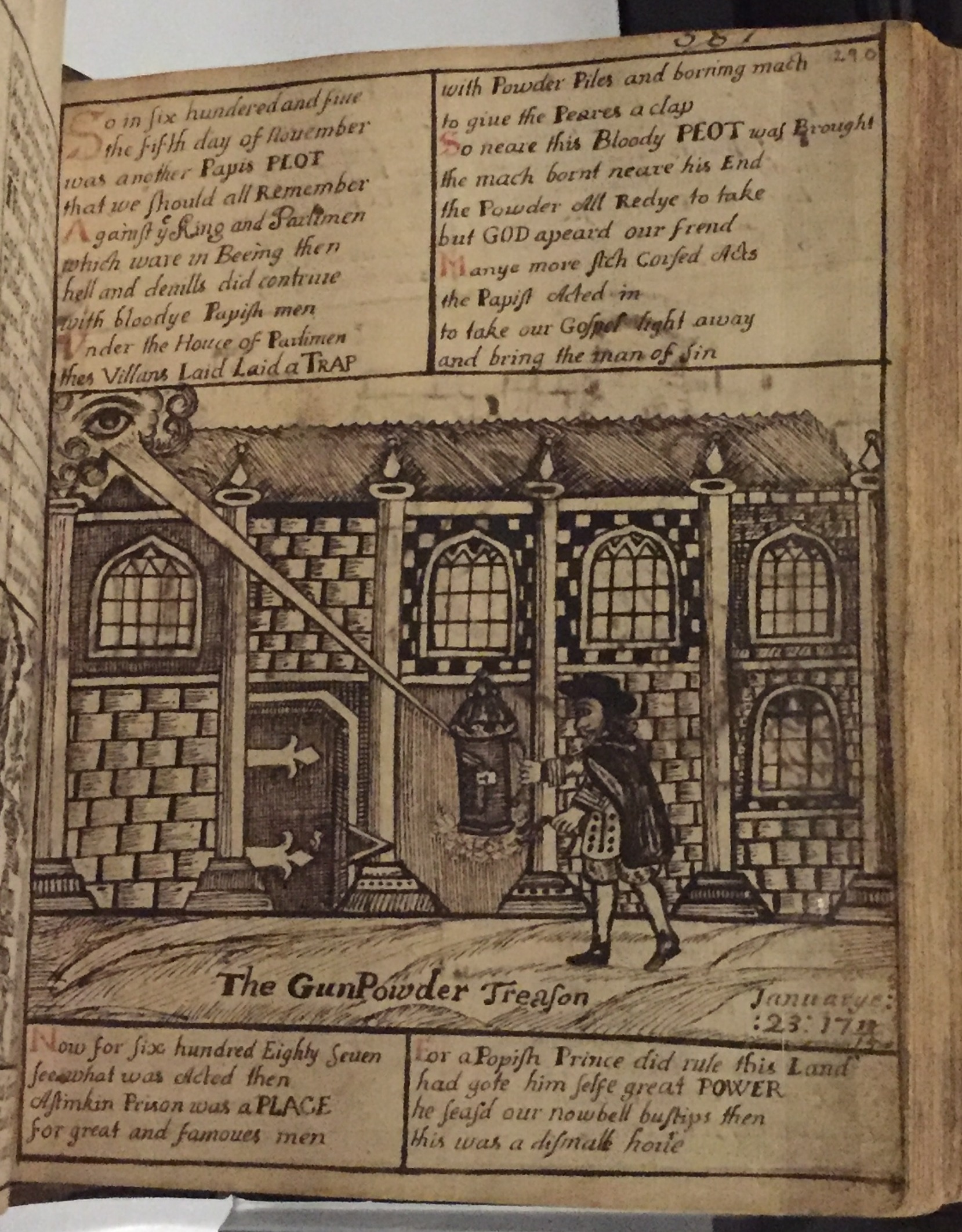
"La Traición de la Pólvora" en una Biblia protestante del.

El descubrimiento de una conspiración tan amplia y los juicios posteriores llevaron al Parlamento a considerar nueva legislación anticatólica. El evento destruyó toda esperanza de que los españoles pudieran obtener tolerancia para los católicos en Inglaterra. En el verano de 1606, se endurecieron las leyes contra los recusantes; la Ley de los Recusantes Papistas devolvió a Inglaterra al sistema isabelino de multas y restricciones, introdujo una prueba sacramental y un Juramento de Lealtad, exigiendo a los católicos que abjurasen como "herejía" la doctrina de que "los príncipes excomulgados por el Papa podían ser depuestos o asesinados". La emancipación católica tomó otros 200 años, pero muchos católicos importantes y leales retuvieron altos cargos durante el reinado de Jacobo I. Aunque no hubo un "tiempo dorado" de "tolerancia" hacia los católicos, que Garnet había esperado, el reinado de Jacobo fue, sin embargo, un período de relativa indulgencia para los católicos.
| Fe, aquí tienes a un equívoco, que podría jurar en ambos platillos contra cualquiera de ellos; quien cometió traición suficiente por el bien de Dios, aún no podría equívocar al cielo—Macbeth, Acto 2 Escena 3 |

El dramaturgo William Shakespeare parece haber incluido los eventos de la Conspiración de la Pólvora junto con la anterior conspiración Gowrie en Macbeth, escrita entre 1603 y 1607.

El interés en lo demoníaco se intensificó debido a la Conspiración de la Pólvora. El rey se había involucrado en el gran debate sobre poderes sobrenaturales al escribir su Daemonologie en 1599, antes de convertirse en rey de Inglaterra además de Escocia. Las inversiones vistas en líneas como "lo justo es vil y lo vil es justo" se utilizan frecuentemente, y otra posible referencia a la conspiración está relacionada con el uso de equivocación; el A Treatise of Equivocation de Garnet fue encontrado en posesión de uno de los conspiradores. Los poetas se esforzaron en describirlo como un acto tan maligno que no solo su maldad, en palabras de John Milton, era sine nomine en el idioma inglés, sino que otra poesía neo-latina lo describía como (inaudito), inaudito, incluso entre las naciones más perversas de la historia:
Ni los cartagineses infames en nombre de la perfidia, ni los crueles escitas ni los turcos ni el temido sármata, ni los antropófagos, amamantadores de la salvajidad desquiciada, ni ninguna nación tan bárbara en las regiones más remotas del mundo ha oído.
Milton escribió un poema en 1626 que un comentarista ha llamado un "poema críticamente problemático", In Quintum Novembris. Reflejando el "sentimiento público partidista en una fiesta nacional protestante inglesa", en las ediciones publicadas de 1645 y 1673, el poema está precedido por cinco epígramas sobre el tema de la Conspiración de la Pólvora, aparentemente escritos por Milton en preparación para la obra mayor. La conspiración también puede haber influido en su obra posterior, El Paraíso Perdido.
En What If the Gunpowder Plot Had Succeeded?, el historiador Ronald Hutton concluyó que una implementación exitosa de la conspiración habría provocado una severa represalia contra los católicos sospechosos, y que sin asistencia extranjera una rebelión exitosa habría sido poco probable; a pesar de las diferentes convicciones religiosas, la mayoría de los ingleses eran leales a la monarquía. Inglaterra podría haber llegado a convertirse en una "monarquía absoluta puritana", como "existió en Suecia, Dinamarca, Sajonia, y Prusia en el siglo XVII", en lugar de seguir el camino de la reforma parlamentaria y civil que siguió.

### Acusaciones de conspiración estatal
Muchos en la época creían que Salisbury había estado involucrado en la conspiración para ganar el favor del rey y promulgar una legislación más estrictamente anticatólica. Tales teorías de conspiración alegaban que Salisbury había o bien inventado la conspiración o permitido que continuara cuando sus agentes ya se habían infiltrado en ella, con fines de propaganda. El Complot Papista de 1678 avivó el interés en la Conspiración de la Pólvora, lo que resultó en un libro de Thomas Barlow, obispo de Lincoln, que refutaba "una audaz y sin fundamento suposición de que todo esto era una artimaña del secretario Cecil".
En 1897, John Gerard de Stonyhurst College, homónimo de John Gerard (quien, tras el descubrimiento de la conspiración, había evadido la captura), escribió un relato titulado What was the Gunpowder Plot?, alegando la culpabilidad de Salisbury. Esto llevó a una refutación más tarde ese año por parte de Samuel Gardiner, quien argumentó que Gerard había ido demasiado lejos al tratar de "borrar el reproche" que la conspiración había impuesto a generaciones de católicos ingleses. Gardiner retrató a Salisbury como culpable de nada más que de oportunismo. Los intentos posteriores de probar la implicación de Salisbury, como el trabajo de Francis Edwards de 1969 Guy Fawkes: the real story of the gunpowder plot?, también han fracasado por la falta de evidencia clara.
Los sótanos bajo las Casas del Parlamento continuaron siendo arrendados a particulares hasta 1678, cuando se desató la noticia del Complot Papista. Entonces se consideró prudente registrar los sótanos el día antes de cada Apertura del Parlamento, un ritual que perdura hasta el día de hoy.

### Noche de las Hogueras

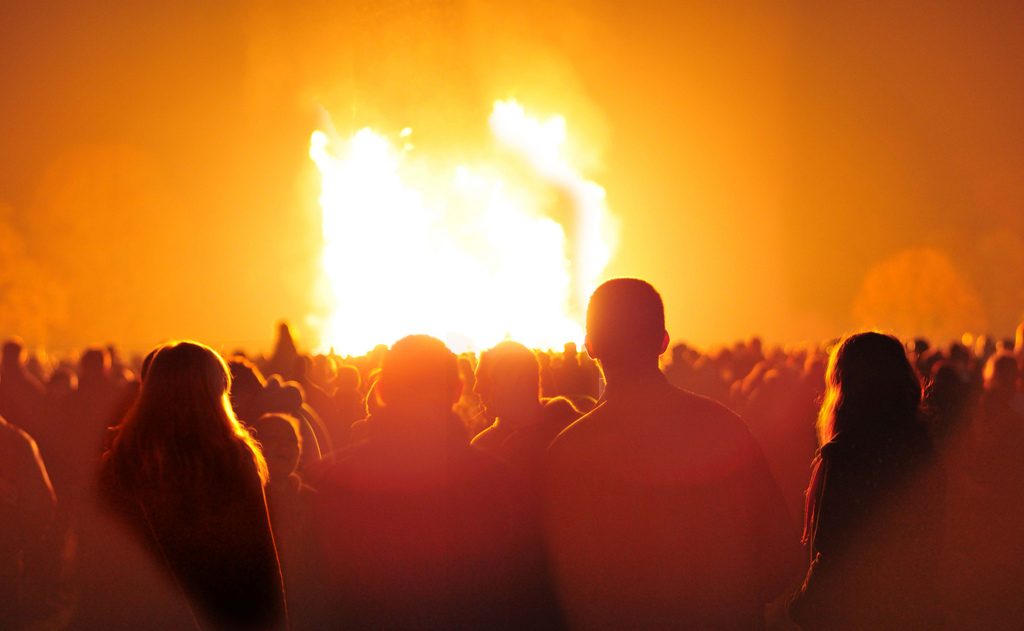
Se encienden hogueras en Gran Bretaña cada 5 de noviembre para conmemorar el fracaso de la conspiración.

En enero de 1606, durante la primera sesión del Parlamento tras el complot, se aprobó el Ley de observancia del 5 de noviembre de 1605, que convirtió los servicios conmemorativos del evento en una característica anual de la vida inglesa; el acto permaneció en vigor hasta 1859. La tradición de marcar el día con el repique de campanas y hogueras comenzó poco después del descubrimiento del complot, y fuegos artificiales se incluyeron en algunas de las primeras celebraciones. En Gran Bretaña, el 5 de noviembre se conoce de diversas maneras como Noche de las Hogueras, Noche de los Fuegos Artificiales o Noche de Guy Fawkes.

Las exhibiciones de fuegos artificiales y las fiestas con hogueras el 5 de noviembre son comunes en toda Gran Bretaña. Tradicionalmente, en las semanas previas al 5, los niños hacían "guys"—Efigie supuestamente de Fawkes—generalmente hechos con ropa vieja rellena de periódicos y con una máscara grotesca, para ser quemados en las hogueras. Estos "guys" se exhibían para recoger dinero para los fuegos artificiales, aunque esta costumbre se ha vuelto menos común. La palabra guy, en el siglo XIX, pasó a significar una persona vestida de manera peculiar y, en los siglos XX y XXI, cualquier persona masculina.
Según la biógrafa Esther Forbes, el Día de Guy Fawkes en las colonias americanas prerrevolucionarias era una festividad muy popular. En Boston, la festividad en la "Noche del Papa" adquiría matices antiautoritarios y a menudo se volvía tan peligrosa que muchos no se aventuraban fuera de sus hogares.

### Reconstrucción de la explosión

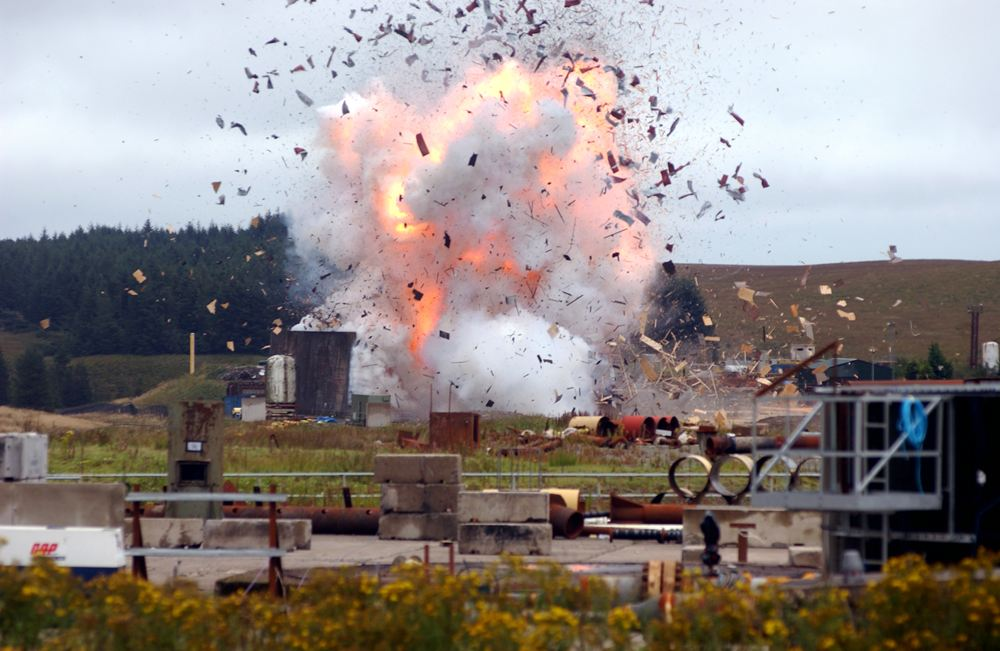
Fotografía de la explosión, momentos después de la detonación.

En el programa de ITV de 2005 La conspiración de la pólvora: la leyenda explota se construyó una réplica a tamaño real de la Cámara de los Lores y se destruyó con barriles de pólvora que sumaban una tonelada de explosivos. El experimento se realizó en el sitio de pruebas de Spadeadam de Advantica y demostró que la explosión —si la pólvora hubiera estado en buenas condiciones— hubiera matado a todos los presentes en el edificio. La potencia de la explosión fue tal que, de las paredes de hormigón de 7 pies (2,1 m) de profundidad que formaban la bodega (replicando cómo estaban construidas las paredes de la antigua Cámara de los Lores, según sugieren los archivos), la pared final donde se colocaron los barriles, bajo el trono, se redujo a escombros, y las porciones adyacentes de la pared que resistieron fueron desplazadas. Se encontró un trozo de la cabeza del muñeco que representaba al rey Jacobo, que había sido colocado en un trono dentro de la cámara, a una distancia considerable de su ubicación inicial. Según los hallazgos del programa, nadie dentro de 330 pies (100,6 m) de la explosión podría haber sobrevivido, y todos los vitrales de la abadía de Westminster se habrían hecho añicos. La explosión se habría visto desde millas de distancia y escuchado desde aún más lejos. Incluso si solo la mitad de la pólvora hubiera estallado —para lo cual aparentemente Fawkes estaba preparado— todos en la Cámara de los Lores hubieran sido instantáneamente asesinados.
El programa también refutó las afirmaciones de que el deterioro en la calidad de la pólvora habría impedido la explosión. Una porción de pólvora deliberadamente deteriorada, de tan baja calidad que no era utilizable en armas de fuego, creó aun así una gran explosión. El impacto de la pólvora deteriorada se habría magnificado por su contención en barriles de madera. La compresión habría creado un efecto de cañón, con la pólvora primero estallando desde la parte superior del barril antes de estallar hacia afuera milisegundos después. Los cálculos mostraron que Fawkes, quien era hábil en el uso de pólvora, había desplegado el doble de la cantidad necesaria.